# البرازيل في الألعاب البارالمبية الصيفية 2020

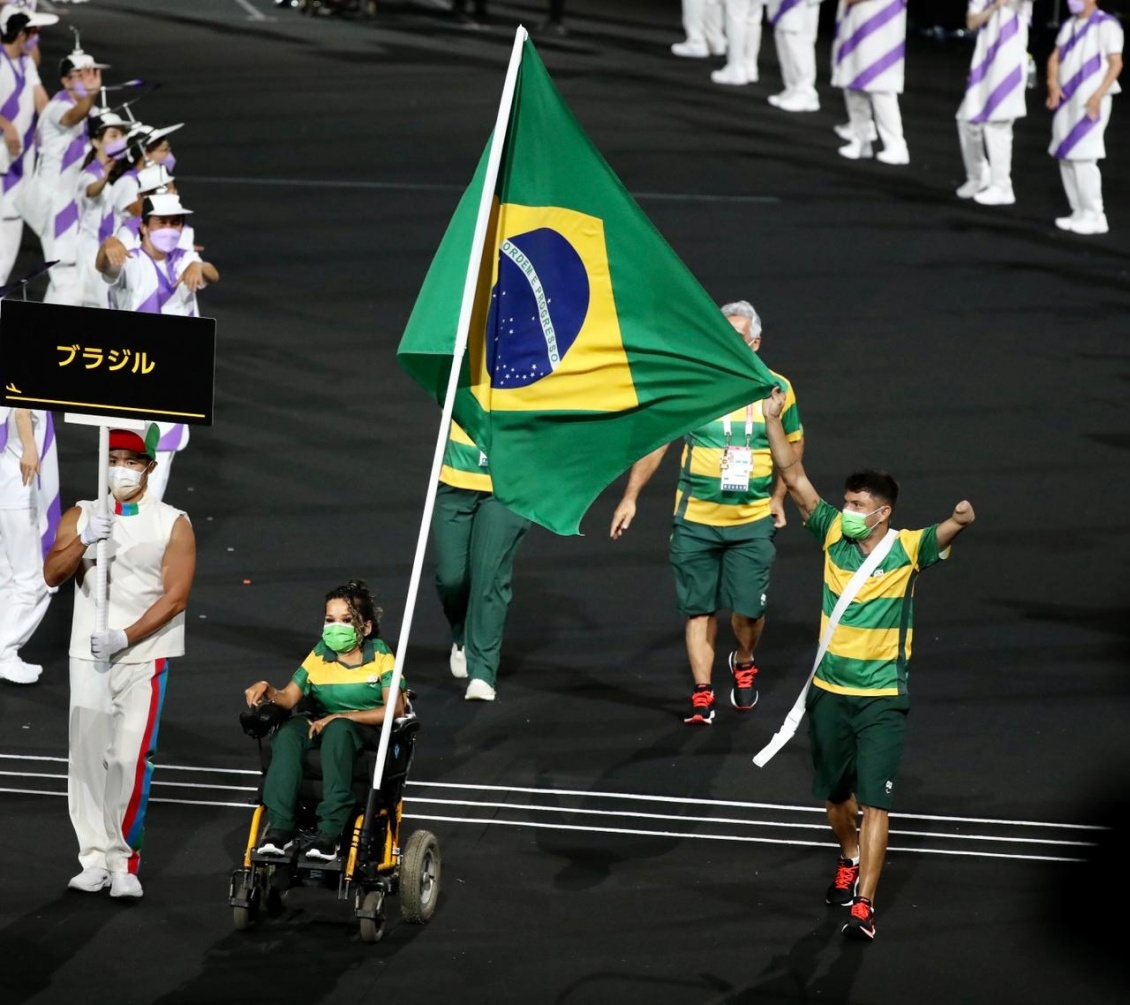
حاملو العلم بترسيو فيريرا وإيفلين أوليفيرا خلال حفل الافتتاح.

شاركت البرازيل في الألعاب البارالمبية الصيفية 2020 في طوكيو، اليابان من 24 أغسطس إلى 5 سبتمبر 2021.

## الميداليات
| الميدالية | الاسم                                                                                | الرياضة                       | الحدث                                   | التاريخ  |
| --------- | ------------------------------------------------------------------------------------ | ----------------------------- | --------------------------------------- | -------- |
| ذهبية     | غابرييل بانديرا                                                                      | السباحة                       | سباق 100 متر فراشة رجال S14             | 25 أغسطس |
| ذهبية     | يلتسين جاكس                                                                          | ألعاب القوى                   | سباق 5000 متر رجال T11                  | 27 أغسطس |
| ذهبية     | سيلفانيا كوستا دي أوليفيرا                                                           | ألعاب القوى                   | القفز الطويل سيدات T11                  | 27 أغسطس |
| ذهبية     | ويندل بيلارمينو بيريرا                                                               | السباحة                       | سباق 50 متر حرة رجال S11                | 27 أغسطس |
| ذهبية     | بترسيو فيريرا                                                                        | ألعاب القوى                   | سباق 100 متر رجال T47                   | 27 أغسطس |
| ذهبية     | والاس سانتوس                                                                         | ألعاب القوى                   | رمي الجلة رجال T55                      | 27 أغسطس |
| ذهبية     | ماريانا داندره                                                                       | رفع الأثقال                   | وزن 73 كجم سيدات                        | 29 أغسطس |
| ذهبية     | ألان مالدونادو                                                                       | الجودو                        | وزن 70 كجم سيدات                        | 29 أغسطس |
| ذهبية     | ماريا كارولينا غوميز سانتياغو                                                        | السباحة                       | سباق 50 متر حرة سيدات S13               | 29 أغسطس |
| ذهبية     | غابرييل أراوخو                                                                       | السباحة                       | سباق 200 متر حرة رجال S2                | 29 أغسطس |
| ذهبية     | كلوديني باتيستا                                                                      | ألعاب القوى                   | رمي القرص رجال F56                      | 30 أغسطس |
| ذهبية     | إليزابيث رودريغيس غوميز                                                              | ألعاب القوى                   | رمي القرص سيدات F53                     | 30 أغسطس |
| ذهبية     | يلتسين جاكس                                                                          | ألعاب القوى                   | سباق 1500 متر رجال T11                  | 31 أغسطس |
| ذهبية     | ماريا كارولينا غوميز سانتياغو                                                        | السباحة                       | سباق 100 متر حرة سيدات S12              | 31 أغسطس |
| ذهبية     | ماريا كارولينا غوميز سانتياغو                                                        | السباحة                       | سباق 100 متر صدفة سيدات SB12            | 1 سبتمبر |
| ذهبية     | أليساندرو رودريغو سيلفا                                                              | ألعاب القوى                   | رمي القرص رجال F11                      | 2 سبتمبر |
| ذهبية     | تاليسون غلوك                                                                         | السباحة                       | سباق 400 متر حرة رجال S6                | 2 سبتمبر |
| ذهبية     | غابرييل أراوخو                                                                       | السباحة                       | سباق 50 متر ظهر رجال S2                 | 2 سبتمبر |
| ذهبية     | ناثان توركواتو                                                                       | التايكوندو                    | وزن 61 كجم رجال                         | 2 سبتمبر |
| ذهبية     | البرازيل منتخب كرة الهدف للرجال {{{2}}}                                              | كرة الهدف                     | البطولة رجال                            | 3 سبتمبر |
| ذهبية     | فيرناندو روفينو دي باولو                                                             | القوارب البارالمبية           | سباق VL2 رجال                           | 4 سبتمبر |
| ذهبية     | منتخب كرة القدم 5 ضد 5 للرجال في البرازيل {{{2}}}                                    | كرة القدم 5 ضد 5              | البطولة رجال                            | 4 سبتمبر |
| فضية      | غابرييل أراوخو                                                                       | السباحة                       | سباق 50 متر ظهر رجال S2                 | 25 أغسطس |
| فضية      | جوفاني غيسوني                                                                        | المبارزة على الكراسي المتحركة | سيفي ب رجال                             | 26 أغسطس |
| فضية      | رودولفو ريسكالا                                                                      | الفروسية                      | اختبار البطولة الفردي فئة IV            | 26 أغسطس |
| فضية      | غابرييل بانديرا                                                                      | السباحة                       | سباق 200 متر حرة رجال S14               | 27 أغسطس |
| فضية      | ثاليتا سيمبليسيو                                                                     | ألعاب القوى                   | سباق 400 متر سيدات T11                  | 28 أغسطس |
| فضية      | برونا كوستا ألكسندر                                                                  | تنس الطاولة                   | فردي سيدات فئة 10                       | 30 أغسطس |
| فضية      | فينيشيوس غونكالفيس رودريغيس                                                          | ألعاب القوى                   | سباق 100 متر رجال T63                   | 30 أغسطس |
| فضية      | أليساندرو رودريغو سيلفا                                                              | ألعاب القوى                   | رمي الجلة رجال F11                      | 30 أغسطس |
| فضية      | رايسة روتشا ماشادو                                                                   | ألعاب القوى                   | رمي الرمح سيدات F56                     | 31 أغسطس |
| فضية      | غابرييل بانديرا                                                                      | السباحة                       | سباق 200 متر فردي ميدلي رجال SM14       | 31 أغسطس |
| فضية      | ويندل بيلارمينو بيريرا دوغلاس ماتيرا لوسيليين دا سيلفا ماريا كارولينا غوميز سانتياغو | السباحة                       | التتابع الحر المختلط 49 نقطة 4×100 متر  | 31 أغسطس |
| فضية      | سيسيليا جيرومو دي أراوجو                                                             | السباحة                       | سباق 50 متر حرة سيدات S8                | 1 سبتمبر |
| فضية      | ماريفانا أوليفيرا                                                                    | ألعاب القوى                   | رمي الجلة سيدات F35                     | 2 سبتمبر |
| فضية      | لويس كاردوسو دا سيلفا                                                                | القوارب البارالمبية           | سباق KL1 رجال                           | 3 سبتمبر |
| فضية      | ماركو أوريليو بورديس                                                                 | ألعاب القوى                   | رمي الجلة رجال F57                      | 3 سبتمبر |
| فضية      | جوفاني فييرا دي باولا                                                                | القوارب البارالمبية           | سباق VL3 رجال                           | 4 سبتمبر |
| فضية      | ثاليتا سيمبليسيو                                                                     | ألعاب القوى                   | سباق 200 متر سيدات T11                  | 4 سبتمبر |
| فضية      | توماز روآن دي مورايش                                                                 | ألعاب القوى                   | سباق 400 متر رجال T47                   | 4 سبتمبر |
| فضية      | ديبورا مينيزيس                                                                       | التايكوندو                    | وزن +58 كجم سيدات                       | 4 سبتمبر |
| فضية      | أليكس دوغلاس بيريس دا سيلفا                                                          | ألعاب القوى                   | ماراثون رجال T46                        | 5 سبتمبر |
| برونزية   | فيليبي رودريغيز                                                                      | السباحة                       | سباق 50 متر حرة رجال S10                | 25 أغسطس |
| برونزية   | دانييل دياس                                                                          | السباحة                       | سباق 200 متر حرة رجال S5                | 25 أغسطس |
| برونزية   | دانييل دياس                                                                          | السباحة                       | سباق 100 متر حرة رجال S5                | 26 أغسطس |
| برونزية   | باتريشيا بيريرا دانييل دياس جوانا نيفيس تاليسون غلوك                                 | السباحة                       | التتابع الحر المختلط 4 × 50 متر 20 نقطة | 26 أغسطس |
| برونزية   | ماريا كارولينا غوميز سانتياغو                                                        | السباحة                       | سباق 100 متر ظهر سيدات S12              | 27 أغسطس |
| برونزية   | واشنطن جونيور                                                                        | ألعاب القوى                   | سباق 100 متر رجال T47                   | 27 أغسطس |
| برونزية   | جواو فيكتور تيكسيرا دي سوزا سيلفا                                                    | ألعاب القوى                   | رمي الجلة رجال F37                      | 27 أغسطس |
| برونزية   | جولانا كريستينا دا سيلفا                                                             | ألعاب القوى                   | رمي القرص سيدات F57                     | 28 أغسطس |
| برونزية   | كاتيا أوليفيرا                                                                       | تنس الطاولة                   | فردي سيدات فئة 1–2                      | 28 أغسطس |
| برونزية   | لوسيا تيكسيرا                                                                        | الجودو                        | وزن 57 كجم سيدات                        | 28 أغسطس |
| برونزية   | غابرييل بانديرا آنا كارولينا سواريس ديبورا كارنيرو فيليبي فيلا ريال                  | السباحة                       | التتابع الحر المختلط S14 4×100 متر      | 28 أغسطس |
| برونزية   | سييرو فالدييران لينس نوبري                                                           | ألعاب القوى                   | رمي الرمح رجال F57                      | 28 أغسطس |
| برونزية   | رين بيريرا                                                                           | التجديف                       | سكولز فردي رجال                         | 29 أغسطس |
| برونزية   | بياتريس كارنيرو                                                                      | السباحة                       | سباق 100 متر صدفة سيدات SB14            | 29 أغسطس |
| برونزية   | ميغ إيميريخ                                                                          | الجودو                        | وزن +70 كجم سيدات                       | 29 أغسطس |
| برونزية   | ماريانا ريبييرو                                                                      | السباحة                       | سباق 100 متر حرة سيدات S9               | 31 أغسطس |
| برونزية   | جاردينيا فليكس                                                                       | ألعاب القوى                   | سباق 400 متر سيدات T20                  | 31 أغسطس |
| برونزية   | ماسيل سانتوس                                                                         | البوتشيا                      | فردي مختلط فئة BC2                      | 1 سبتمبر |
| برونزية   | جوزيه كارلوس شاجاس دي أوليفيرا                                                       | البوتشيا                      | فردي مختلط فئة BC1                      | 1 سبتمبر |
| برونزية   | تاليسون غلوك                                                                         | السباحة                       | سباق 100 متر حرة رجال S6                | 1 سبتمبر |
| برونزية   | برونا ألكسندر دانييل راوين                                                           | تنس الطاولة                   | فريق سيدات فئة 9–10                     | 1 سبتمبر |
| برونزية   | ماثيوس إيفانجيليستا كاردوسو                                                          | ألعاب القوى                   | القفز الطويل رجال T37                   | 2 سبتمبر |
| برونزية   | جواو فيكتور تيكسيرا دي سوزا سيلفا                                                    | ألعاب القوى                   | رمي الجلة رجال F37                      | 3 سبتمبر |
| برونزية   | ويندل بيلارمينو بيريرا                                                               | السباحة                       | سباق 100 متر فراشة رجال S11             | 3 سبتمبر |
| برونزية   | سيلفانا فرنانديز                                                                     | التايكوندو                    | وزن 58 كجم سيدات                        | 3 سبتمبر |
| برونزية   | ثياجو باولينيو دوس سانتوس                                                            | ألعاب القوى                   | رمي الجلة رجال F57                      | 3 سبتمبر |
| برونزية   | ريكاردو غوميز دي ميندونسا                                                            | ألعاب القوى                   | سباق 200 متر رجال T37                   | 4 سبتمبر |
| برونزية   | البرازيل منتخب الكرة الطائرة الجالسة للسيدات                                         | الكرة الطائرة الجالسة         | البطولة سيدات                           | 4 سبتمبر |

| الميداليات حسب الرياضة        | الميداليات حسب الرياضة | الميداليات حسب الرياضة | الميداليات حسب الرياضة | الميداليات حسب الرياضة |
| ----------------------------- | ---------------------- | ---------------------- | ---------------------- | ---------------------- |
| الرياضة                       | الأول                  | الثاني                 | الثالث                 | الإجمالي               |
| ألعاب القوى                   | 8                      | 9                      | 11                     | 28                     |
| السباحة                       | 8                      | 5                      | 10                     | 23                     |
| القوارب البارالمبية           | 1                      | 2                      | 0                      | 3                      |
| الجودو                        | 1                      | 0                      | 2                      | 3                      |
| التايكوندو                    | 1                      | 1                      | 1                      | 3                      |
| رفع الأثقال                   | 1                      | 0                      | 0                      | 1                      |
| كرة الهدف                     | 1                      | 0                      | 0                      | 1                      |
| كرة القدم 5 ضد 5              | 1                      | 0                      | 0                      | 1                      |
| تنس الطاولة                   | 0                      | 1                      | 2                      | 3                      |
| الفروسية                      | 0                      | 1                      | 0                      | 1                      |
| المبارزة على الكراسي المتحركة | 0                      | 1                      | 0                      | 1                      |
| البوتشيا                      | 0                      | 0                      | 2                      | 2                      |
| التجديف                       | 0                      | 0                      | 1                      | 1                      |
| الكرة الطائرة الجالسة         | 0                      | 0                      | 1                      | 1                      |
| الإجمالي                      | 22                     | 20                     | 30                     | 72                     |

| الميداليات حسب التاريخ | الميداليات حسب التاريخ | الميداليات حسب التاريخ | الميداليات حسب التاريخ | الميداليات حسب التاريخ | الميداليات حسب التاريخ |
| ---------------------- | ---------------------- | ---------------------- | ---------------------- | ---------------------- | ---------------------- |
| اليوم                  | التاريخ                | الأول                  | الثاني                 | الثالث                 | الإجمالي               |
| 1                      | 25 أغسطس               | 1                      | 1                      | 2                      | 4                      |
| 2                      | 26 أغسطس               | 0                      | 2                      | 2                      | 4                      |
| 3                      | 27 أغسطس               | 5                      | 1                      | 3                      | 9                      |
| 4                      | 28 أغسطس               | 0                      | 1                      | 5                      | 6                      |
| 5                      | 29 أغسطس               | 4                      | 0                      | 3                      | 7                      |
| 6                      | 30 أغسطس               | 2                      | 3                      | 0                      | 5                      |
| 7                      | 31 أغسطس               | 2                      | 3                      | 2                      | 7                      |
| 8                      | 1 سبتمبر               | 1                      | 1                      | 4                      | 6                      |
| 9                      | 2 سبتمبر               | 4                      | 1                      | 1                      | 6                      |
| 10                     | 3 سبتمبر               | 1                      | 2                      | 4                      | 7                      |
| 11                     | 4 سبتمبر               | 2                      | 4                      | 4                      | 10                     |
| 12                     | 5 سبتمبر               | 0                      | 1                      | 0                      | 1                      |
| الإجمالي               |                        | 22                     | 20                     | 30                     | 72                     |

| الميداليات حسب الجنس | الميداليات حسب الجنس | الميداليات حسب الجنس | الميداليات حسب الجنس | الميداليات حسب الجنس |
| -------------------- | -------------------- | -------------------- | -------------------- | -------------------- |
| الجنس                | الأول                | الثاني               | الثالث               | الإجمالي             |
| ذكر                  | 15                   | 10                   | 17                   | 42                   |
| أنثى                 | 7                    | 8                    | 12                   | 27                   |
| مختلط                | 0                    | 1                    | 2                    | 3                    |
| الإجمالي             | 22                   | 20                   | 30                   | 72                   |

## المتسابقون
| الرياضة                       | رجال | نساء | الإجمالي |
| ----------------------------- | ---- | ---- | -------- |
| الرماية                       | 3    | 3    | 6        |
| ألعاب القوى                   | 41   | 24   | 65       |
| الريشة الطائرة                | 1    | 0    | 1        |
| البوتشيا                      | 6    | 5    | 11       |
| قوارب السحب                   | 4    | 3    | 7        |
| الدراجات                      | 3    | 2    | 5        |
| الفروسية                      | 2    | 0    | 2        |
| كرة القدم 5 ضد 5              | 10   | 0    | 10       |
| كرة الهدف                     | 6    | 6    | 12       |
| الجودو                        | 5    | 4    | 9        |
| الترايثلون                    | 3    | 1    | 4        |
| رفع الأثقال                   | 4    | 3    | 7        |
| التجديف                       | 5    | 4    | 9        |
| الرماية                       | 1    | 0    | 1        |
| الكرة الطائرة الجالسة         | 12   | 12   | 24       |
| السباحة                       | 22   | 14   | 36       |
| تنس الطاولة                   | 6    | 8    | 14       |
| التايكوندو                    | 1    | 2    | 3        |
| المبارزة على الكراسي المتحركة | 2    | 2    | 4        |
| تنس الكراسي المتحركة          | 5    | 2    | 7        |
| الإجمالي                      | 142  | 95   | 237      |

## الرماية
جمعت البرازيل مكانًا واحدًا في التصفيات في بطولة العالم للرماية البارالمبية 2019 التي أُقيمت في دين بوش، هولندا. في مارس 2021، حصلت البرازيل على أربع تصفيات إضافية في بطولة التأهيل القارية الأمريكية، التي أُقيمت في مونتيري، المكسيك.
رجال
| الرياضي          | الفعالية           | الجولة الترتيبية | الجولة الترتيبية | دور الـ32                                | دور الـ16                          | ربع النهائي                              | نصف النهائي | النهائي     | النهائي  |
| الرياضي          | الفعالية           | النقاط           | التصنيف          | نتيجة الخصم                              | نتيجة الخصم                        | نتيجة الخصم                              | نتيجة الخصم | نتيجة الخصم | الترتيب  |
| ---------------- | ------------------ | ---------------- | ---------------- | ---------------------------------------- | ---------------------------------- | ---------------------------------------- | ----------- | ----------- | -------- |
| هيلسيو بيريليو   | فردي رجال W1       | 622              | 10               | —                                        | أندرسون (جنوب إفريقيا) · ف 132–129 | دراهونينسكي (جمهورية التشيك) · خ 129–140 | لم يتقدم    | لم يتقدم    | لم يتقدم |
| أندريه دي كاسترو | فردي رجال قوس مركب | 669              | 29               | كواتس-بالغريف (جنوب إفريقيا) · خ 135–142 | لم يتقدم                           | لم يتقدم                                 | لم يتقدم    | لم يتقدم    | لم يتقدم |
| هيربيرتو روكا    | فردي رجال قوس ريكا | 581              | 27               | كيم (كوريا الجنوبية) · خ 4–6             | لم يتقدم                           | لم يتقدم                                 | لم يتقدم    | لم يتقدم    | لم يتقدم |

نساء
| الرياضي           | الفعالية            | الجولة الترتيبية | الجولة الترتيبية | دور الـ32                        | دور الـ16                            | ربع النهائي                  | نصف النهائي | النهائي     | النهائي  |          |
| الرياضي           | الفعالية            | النقاط           | التصنيف          | نتيجة الخصم                      | نتيجة الخصم                          | نتيجة الخصم                  | نتيجة الخصم | نتيجة الخصم | الترتيب  |          |
| ----------------- | ------------------- | ---------------- | ---------------- | -------------------------------- | ------------------------------------ | ---------------------------- | ----------- | ----------- | -------- | -------- |
| ريجاني سيلفا      | فردي سيدات W1       | 525              | 11               | —                                | روماري (بريطانيا العظمى) · خ 107–115 | لم تتقدم                     | لم تتقدم    | لم تتقدم    | لم تتقدم |          |
| جين كارلا غوجل    | فردي سيدات قوس مركب | 688              | 4                | —                                | —                                    | سارتين (إيطاليا) · خ 140–146 | لم تتقدم    | لم تتقدم    | لم تتقدم | لم تتقدم |
| فابيولا ديرغوفيتش | فردي سيدات قوس ريكا | 572              | 11               | رافيس (الولايات المتحدة) · ف 6–4 | باتافايو (تايلاند) · ف 7–1           | نماتي (إيران) · خ 1–7        | لم تتقدم    | لم تتقدم    | لم تتقدم |          |

مختلط
| الرياضي                         | الفعالية            | الجولة الترتيبية | الجولة الترتيبية | دور الـ32   | دور الـ16                             | ربع النهائي                                           | نصف النهائي | النهائي     | النهائي  |
| الرياضي                         | الفعالية            | النقاط           | التصنيف          | نتيجة الخصم | نتيجة الخصم                           | نتيجة الخصم                                           | نتيجة الخصم | نتيجة الخصم | الترتيب  |
| ------------------------------- | ------------------- | ---------------- | ---------------- | ----------- | ------------------------------------- | ----------------------------------------------------- | ----------- | ----------- | -------- |
| هيلسيو بيريليو ريجاني سيلفا     | فريق مختلط W1       | 1147             | 7                | —           | —                                     | دراهونينسكي / · موسيلوفا (جمهورية التشيك) · خ 126–131 | لم يتقدم    | لم يتقدم    | لم يتقدم |
| أندريه دي كاسترو جين كارلا غوجل | فريق قوس مركب مفتوح | 1357             | 9                | —           | ليلو / · تشوبين (فرنسا) · خ 142–145   | لم يتقدم                                              | لم يتقدم    | لم يتقدم    | لم يتقدم |
| هيربيرتو روكا فابيولا ديرغوفيتش | فريق قوس ريكا مفتوح | 1153             | 11               | —           | شيغيسادا / · أوياما (اليابان) · خ 1–5 | لم يتقدم                                              | لم يتقدم    | لم يتقدم    | لم يتقدم |

## ألعاب القوى
كان لوكاس برادو، فابيو بوردينون، بيترسيو فيريرا دوس سانتوس، يوهانسون ناسيمنتو، ماتيوس إيفانجيليستا، ماريفانا أوليفيرا وإيزابيلا كامبوس من بين الرياضيين الذين سيمثلون البرازيل في الألعاب البارالمبية الصيفية 2020.
سباقات العدو للرجال
| الرياضي                     | الحدث             | الجولات/نصف النهائي | الجولات/نصف النهائي | النهائي  | النهائي  |
| الرياضي                     | الحدث             | النتيجة             | الترتيب             | النتيجة  | الترتيب  |
| --------------------------- | ----------------- | ------------------- | ------------------- | -------- | -------- |
| آلان فونتيلس                | 100 متر رجال T64  | 11.30               | 6                   | لم يتقدم | لم يتقدم |
| أليكس دوغلاس بيريس دا سيلفا | ماراثون رجال T46  | 2:27:00             | الثاني              |          |          |
| أريوسفالدوا فيرنانديس       | 100 متر رجال T53  | 15.30               | 7 Q                 | 15.41    | 4        |
| أريوسفالدوا فيرنانديس       | 400 متر رجال T53  | 51.65               | 3 Q                 | 52.48    | 8        |
| أسر راموس                   | 100 متر رجال T36  | 12.25               | 6 q                 | 12.52    | 5        |
| كريستيان غابرييل لويز       | 100 متر رجال T37  | 11.51               | 3 Q                 | 11.55    | 7        |
| كريستيان غابرييل لويز       | 200 متر رجال T37  | 23.80               | 1 Q                 | 23.49    | 8        |
| دانييل سيلفا                | 100 متر رجال T11  | 11.60               | 10                  | لم يتقدم | لم يتقدم |
| دانييل سيلفا                | 400 متر رجال T11  | DSQ                 | –                   | لم يتقدم | لم يتقدم |
| دانييل تافاريس              | 400 متر رجال T20  | 50.10               | 5                   | لم يتقدم | لم يتقدم |
| إدسون بينهيرو               | 100 متر رجال T38  | 11.70               | 5                   | لم يتقدم | لم يتقدم |
| إدسون بينهيرو               | 400 متر رجال T38  | DNS                 | –                   | لم يتقدم | لم يتقدم |
| فابيو بوردينون              | 100 متر رجال T35  | 12.54               | 5                   |          |          |
| فابيو بوردينون              | 200 متر رجال T35  | DSQ                 | –                   |          |          |
| فابريشيو فيريرا             | 100 متر رجال T12  | 11.13               | 2                   | لم يتقدم | لم يتقدم |
| فابريشيو فيريرا             | 400 متر رجال T12  | 52.42               | 3                   | لم يتقدم | لم يتقدم |
| فيليبي غوميز                | 100 متر رجال T11  | 11.68               | 8                   | لم يتقدم | لم يتقدم |
| فيليبي غوميز                | 400 متر رجال T11  | 53.58               | 6                   | لم يتقدم | لم يتقدم |
| غوستافو هنريكي دياز         | 400 متر رجال T20  | 51.12               | 6                   | لم يتقدم | لم يتقدم |
| جيفيرسون مارينيو            | 100 متر رجال T12  | 10.85               | 4                   | 11.24    | 4        |
| جوليو سيسار أغريبينو        | 1500 متر رجال T11 | DSQ                 | –                   | لم يتقدم | لم يتقدم |
| جوليو سيسار أغريبينو        | 5000 متر رجال T11 | 16:26.31            | 7                   |          |          |
| كيسلي تيودورو               | 100 متر رجال T12  | 11.47               | 4                   | لم يتقدم | لم يتقدم |
| لوكاس دي سوزا               | 100 متر رجال T47  | 11.07               | 3 Q                 | 11.14    | 6        |
| لوكاس دي سوزا               | 400 متر رجال T47  | 50.31               | 6 q                 | 50.11    | 7        |
| لوكاس برادو                 | 100 متر رجال T11  | 11.44               | 6                   | لم يتقدم | لم يتقدم |
| ماتيوس إيفانجيليستا         | 100 متر رجال T37  | 11.79               | 10                  | لم يتقدم | لم يتقدم |
| بيترسيو فيريرا              | 100 متر رجال T47  | 10.75               | 1 Q                 | 10.53    | الأول    |
| بيترسيو فيريرا              | 400 متر رجال T47  | 49.76               | 2 Q                 | 48.04    | الثالث   |
| ريكاردو غوميز دي مندونسا    | 100 متر رجال T37  | 11.45               | 3 Q                 | 11.52    | 5        |
| ريكاردو غوميز دي مندونسا    | 200 متر رجال T37  | 22.90               | 1 Q                 | 22.62    | الثالث   |
| رودريغو باريرا دا سيلفا     | 100 متر رجال T36  | 1:18.00             | 14                  | لم يتقدم | لم يتقدم |
| توماس رويان دي مورايش       | 400 متر رجال T47  | 49.95               | 3 Q                 | 47.87    | الثاني   |
| فينيسيوس غونكالفيس رودريغيس | 100 متر رجال T63  | 12.11               | 1 Q                 | 12.05    | الثاني   |
| فيتور أنطونيو دي جيسوس      | 200 متر رجال T37  | 24.79               | 6                   | لم يتقدم | لم يتقدم |
| واشنطن جونيور               | 100 متر رجال T47  | 10.64               | 1 Q                 | 10.68    | الثالث   |
| يلتسين جاكيس                | 5000 متر رجال T11 | 16:26.31            | الأول               |          |          |
| يلتسين جاكيس                | 1500 متر رجال T11 | 4:07.34             | 1 Q                 | 3:57.60  | الأول    |
| يلتسين جاكيس                | ماراثون رجال T12  | DNF                 | –                   |          |          |

الرجال في المسابقات الميدانية
| الرياضي                   | الحدث                 | النهائي | النهائي |
| الرياضي                   | الحدث                 | النتيجة | الترتيب |
| ------------------------- | --------------------- | ------- | ------- |
| أسر راموس                 | القفز الطويل رجال T36 | 5.58    | 4       |
| سيسيرو نوبري              | رمي الرمح رجال F57    | 48.93   | الثالث  |
| كلوديني باتيستا           | رمي القرص رجال F56    | 45.59   | الأول   |
| إدينيلسون فلورياني        | رمي الجلة رجال F63    | 12.82   | 7       |
| إدينيلسون فلورياني        | رمي الرمح رجال F64    | 55.54   | 6       |
| إيمانويل دي أوليفيرا      | رمي الجلة رجال F37    | 13.63   | 7       |
| فلافيو ريتز               | القفز العالي رجال T63 | 1.77    | 6       |
| فرانسيسكو جيفرسون دي ليما | رمي الرمح رجال F64    | 56.33   | 5       |
| غوستافو دياز              | القفز الطويل رجال T20 | DNS     | –       |
| جيهوشاه دوس سانتوس        | القفز العالي رجال T64 | 1.88    | 4       |
| جواو فيكتور تكسيرا        | رمي القرص رجال F37    | 51.86   | الثالث  |
| جواو فيكتور تكسيرا        | رمي الجلة رجال F37    | 14.45   | الثالث  |
| ماركو أوريليو بورغيس      | رمي الجلة رجال F57    | 14.85   | الثاني  |
| ماتيوس إيفانجيليستا       | القفز الطويل رجال T36 | 6.05    | الثالث  |
| ميشيل أبراهام             | القفز الطويل رجال T47 | 6.55    | 9       |
| باولو غيرا                | القفز العالي رجال T47 | 1.84    | 8       |
| ريكاردو كوستا             | القفز الطويل رجال T11 | 5.89    | 6       |
| اليساندرو رودريغو سيلفا   | رمي الجلة رجال F11    | 13.89   | الثاني  |
| اليساندرو رودريغو سيلفا   | رمي القرص رجال F11    | 43.16   | الأول   |
| رودريغو باريرا            | القفز الطويل رجال T36 | 5.49    | 5       |
| ثياغو باولينيو            | رمي الجلة رجال F57    | 14.77   | الثالث  |
| والاس سانتوس              | رمي الجلة رجال F55    | 12.63   | الأول   |

سباقات العدو للنساء
| الرياضية                   | الحدث              | السباقات/نصف النهائي | السباقات/نصف النهائي | النهائي  | النهائي  |
| الرياضية                   | الحدث              | النتيجة              | الترتيب              | النتيجة  | الترتيب  |
| -------------------------- | ------------------ | -------------------- | -------------------- | -------- | -------- |
| آنا كلوديا سيلفا (رياضية)  | 100 متر سيدات T63  | 16.63                | 10                   | لم تتأهل | لم تتأهل |
| إديلين تيسيرا              | ماراثون سيدات T12  | 3:26:32              | 7                    |          |          |
| إدنوسا دورتا               | 1500 متر سيدات T13 | 5:12:12              | 6                    | لم تتأهل | لم تتأهل |
| إدنوسا دورتا               | ماراثون سيدات T12  | 3:15:32              | 4                    |          |          |
| فيرناندا يارا دا سيلفا     | 100 متر سيدات T47  | 13.03                | 9                    | لم تتأهل | لم تتأهل |
| فيرناندا يارا دا سيلفا     | 200 متر سيدات T47  | 26.65                | 9                    | لم تتأهل | لم تتأهل |
| فيرناندا يارا دا سيلفا     | 400 متر سيدات T47  | 59.91                | 3 Q                  | DSQ      | –        |
| جاردينيا فيليكس            | 400 متر سيدات T20  | 59.14                | 2 Q                  | 57.43    | الثالث   |
| جيروزا جيبر                | 100 متر سيدات T11  | 12.41                | 2                    | DSQ      | –        |
| جيروزا جيبر                | 200 متر سيدات T11  | 25.86                | 2 Q                  | 25.19    | الثالث   |
| جوليا سانتوس               | 400 متر سيدات T11  | 59.17                | 5                    | لم تتأهل | لم تتأهل |
| كيتلا تيدورو               | 200 متر سيدات T12  | 26.74                | 9                    | لم تتأهل | لم تتأهل |
| كيتلا تيدورو               | 400 متر سيدات T12  | DSQ                  | –                    | لم تتأهل | لم تتأهل |
| لورينا سالفاتيني سبولادوري | 100 متر سيدات T11  | 12.48                | 4                    | لم تتأهل | لم تتأهل |
| لورينا سالفاتيني سبولادوري | 200 متر سيدات T11  | 26.20 25.95          | 6 q                  | لم تتأهل | لم تتأهل |
| راياني سواريس              | 100 متر سيدات T13  | 12.39                | 2 Q                  | 12.52    | 8        |
| راياني سواريس              | 400 متر سيدات T13  | 59.54                | 11                   | لم تتأهل | لم تتأهل |
| ساميرا دا سيلفا            | 100 متر سيدات T36  | 15.05                | 5 Q                  | 15.27    | 7        |
| ساميرا دا سيلفا            | 200 متر سيدات T36  | 31.82                | 3 Q                  | 31.92    | 6        |
| سيلفانيا كوستا دي أوليفيرا | 400 متر سيدات T11  | DNF                  | –                    | لم تتأهل | لم تتأهل |
| تاسيثا أوليفيرا كروز       | 100 متر سيدات T36  | 15.72                | 9                    | لم تتأهل | لم تتأهل |
| تاسيثا أوليفيرا كروز       | 200 متر سيدات T36  | 32.30                | 5 q                  | 32.91    | 7        |
| ثاليتا سيمبليسيو           | 100 متر سيدات T11  | 12.41                | 2                    | DSQ      | –        |
| ثاليتا سيمبليسيو           | 200 متر سيدات T11  | 25.45                | 1 Q                  | 24.94    | الثاني   |
| ثاليتا سيمبليسيو           | 400 متر سيدات T11  | 57.90                | 1 Q                  | 56.80    | الثاني   |
| فانيسا كريستينا دي سوزا    | 1500 متر سيدات T54 | 3:30:06              | 7q                   | 3:30:55  | 8        |
| فانيسا كريستينا دي سوزا    | 5000 متر سيدات T54 | 11:18:02             | 8                    |          |          |
| فانيسا كريستينا دي سوزا    | ماراثون سيدات T54  | 1:51:12              | 12                   |          |          |
| فيفياني فيريرا             | 100 متر سيدات T12  | 12.81                | 11                   | لم تتأهل | لم تتأهل |
| فيفياني فيريرا             | 200 متر سيدات T12  | 26.61                | 10                   | لم تتأهل | لم تتأهل |

النساء في المسابقات الميدانية
| الرياضية                   | الحدث                  | النهائي | النهائي |
| الرياضية                   | الحدث                  | النتيجة | الترتيب |
| -------------------------- | ---------------------- | ------- | ------- |
| آنا كلوديا دا سيلفا        | القفز الطويل سيدات T63 | 3.63    | 10      |
| إليزابيث رودريغيس          | رمي القرص سيدات F53    | 17.62   | الأول   |
| إيزابيلا كامبوس            | رمي الجلة سيدات F12    | 9.41    | 10      |
| إيزابيلا كامبوس            | رمي القرص سيدات F11    | 32.26   | 7       |
| جاردينيا فيليكس            | القفز الطويل سيدات T20 | 5.29    | 5       |
| جولايانا دا سيلفا          | رمي الجلة سيدات F57    | 9.45    | 7       |
| جولايانا دا سيلفا          | رمي القرص سيدات F57    | 30.49   | الثالث  |
| ليلايني مورا               | رمي الجلة سيدات F33    | 5.61    | 5       |
| لورينا سالفاتيني سبولادوري | القفز الطويل سيدات T11 | 4.77    | 4       |
| ماريفانا أوليفيرا          | رمي الجلة سيدات F35    | 9.15    | الثاني  |
| بولينا جيسوس               | رمي الجلة سيدات F54    | 5.68    | 7       |
| بولينا جيسوس               | رمي الرمح سيدات F54    | 13.69   | 7       |
| رايسا روشا ماشادو          | رمي الرمح سيدات F56    | 24.39   | الثاني  |
| سيلفانيا كوستا دي أوليفيرا | القفز الطويل سيدات T11 | 5.00    | الأول   |
| توني سيكييرا               | رمي الجلة سيدات F57    | 9.87    | 6       |
| توني سيكييرا               | رمي القرص سيدات F57    | 21.30   | 11      |

## الريشة الطائرة
| الرياضي                 | الحدث          | مرحلة المجموعات                         | مرحلة المجموعات                    | مرحلة المجموعات | نصف النهائي                                 | النهائي / BM                                          | النهائي / BM |
| الرياضي                 | الحدث          | المنافس النتيجة                         | المنافس النتيجة                    | الترتيب         | المنافس النتيجة                             | المنافس النتيجة                                       | الترتيب      |
| ----------------------- | -------------- | --------------------------------------- | ---------------------------------- | --------------- | ------------------------------------------- | ----------------------------------------------------- | ------------ |
| فيتور غونكالفيس تافاريس | فردي رجال SH6 ‏ | تاريسوه (ماليزيا) ف 2–0 (21–13, 18–13r) | ناجار (الهند) خ 0–2 (17–21, 14–21) | 2 Q             | تشو (هونغ كونغ) خ 1–2 (21–15, 18–21, 10–21) | كومبس (بريطانيا العظمى) خ 1–2 – (21–15, 10–21, 16–21) | 4            |

## البوتشيا
فردي
| الرياضي                | الحدث          | مباريات المجموعة           | مباريات المجموعة            | مباريات المجموعة               | مباريات المجموعة                | مباريات المجموعة | ربع النهائي                     | نصف النهائي                  | النهائي / BM              | النهائي / BM |
| الرياضي                | الحدث          | المنافس النتيجة            | المنافس النتيجة             | المنافس النتيجة                | المنافس النتيجة                 | الترتيب          | المنافس النتيجة                 | المنافس النتيجة              | المنافس النتيجة           | الترتيب      |
| ---------------------- | -------------- | -------------------------- | --------------------------- | ------------------------------ | ------------------------------- | ---------------- | ------------------------------- | ---------------------------- | ------------------------- | ------------ |
| خوسيه كارلوس تشاجاس    | فردي مختلط BC1 | راموس (البرتغال) ف 6–1     | فوجي (اليابان) ف 5–2        | كرال (سلوفاكيا) ف 4–2          | —                               | 1 Q              | بيريز (هولندا) ف 4–2            | سميث (بريطانيا العظمى) خ 4–7 | راموس (البرتغال) ف 8–2    | الثالث       |
| غيلهيرمي مورايش        | فردي مختلط BC1 | بيريز (هولندا) خ 1–13      | دولغوفا (RPC) خ 1–4         | غوتنيك (RPC) خ 3–4             | تيبمانا (تايلاند) ف 4–1         | 5                | لم يتقدم                        | لم يتقدم                     | لم يتقدم                  | لم يتقدم     |
| أندريزا فيتوريا        | فردي مختلط BC1 | هوادبراديت (تايلاند) خ 4–5 | تشو (ماليزيا) خ 2–5         | جونغ (كوريا الجنوبية) خ 2–4    | كورينوفا (جمهورية التشيك) خ 1–3 | 5                | لم يتقدم                        | لم يتقدم                     | لم يتقدم                  | لم يتقدم     |
| ناتالي دي فاريا        | فردي مختلط BC2 | ليفي (إسرائيل) خ 0–8       | فونغسا (تايلاند) خ 0–14     | فيرنانديز (البرتغال) خ 1–3     | —                               | 5                | لم يتقدم                        | لم يتقدم                     | لم يتقدم                  | لم يتقدم     |
| ماسييل سانتوس          | فردي مختلط BC2 | لي (كوريا الجنوبية) ف 11–0 | كريستالدو (الأرجنتين) ف 6–1 | تاغارت (بريطانيا العظمى) ف 8–1 | —                               | 1 Q              | يونغ (هونغ كونغ) ف 6–2          | سوغيمورا (اليابان) خ 2–3     | ساينغامبا (تايلاند) ف 4–3 | الثالث       |
| ماتيوس كارفاليو        | فردي مختلط BC3 | كاواموتو (اليابان) خ 2–4   | تسي (هونغ كونغ) خ 3–3*      | جيونغ (كوريا الجنوبية) خ 1–3   | —                               | 4                | لم يتقدم                        | لم يتقدم                     | لم يتقدم                  | لم يتقدم     |
| إيفاني سواريز دا سيلفا | فردي مختلط BC3 | ماسيدو (البرتغال) خ 3–4    | هو (هونغ كونغ) خ 1–8        | كيم (كوريا الجنوبية) خ 0–6     | —                               | 4                | لم يتقدم                        | لم يتقدم                     | لم يتقدم                  | لم يتقدم     |
| إيفلين دي أوليفيرا     | فردي مختلط BC3 | بيورستروم (السويد) ف 4–2   | شايبانيش (تايلاند) ف 8–1    | ميشيل (أستراليا) ف 3–2         | —                               | 1 Q              | مككاوان (بريطانيا العظمى) خ 1–9 | لم يتقدم                     | لم يتقدم                  | لم يتقدم     |
| مارسيلو دوس سانتوس     | فردي مختلط BC4 | سانتوس (البرازيل) خ 3–3*   | ليونغ (هونغ كونغ) خ 0–14    | سافين (RPC) خ 7–11             | —                               | 4                | لم يتقدم                        | لم يتقدم                     | لم يتقدم                  | لم يتقدم     |
| إليسو دوس سانتوس       | فردي مختلط BC4 | سانتوس (البرازيل) ف 3*-3   | سافين (RPC) ف 7–3           | ليونغ (هونغ كونغ) ف 6–4        | —                               | 1 Q              | تشنغ (الصين) خ 3–3*             | لم يتقدم                     | لم يتقدم                  | لم يتقدم     |

الفرق والفرق المختلطة
| الرياضي                                                           | الحدث                | مباريات المجموعة     | مباريات المجموعة            | مباريات المجموعة           | مباريات المجموعة     | مباريات المجموعة | ربع النهائي     | نصف النهائي     | النهائي / BM    | النهائي / BM |
| الرياضي                                                           | الحدث                | المنافس النتيجة      | المنافس النتيجة             | المنافس النتيجة            | المنافس النتيجة      | الترتيب          | المنافس النتيجة | المنافس النتيجة | المنافس النتيجة | الترتيب      |
| ----------------------------------------------------------------- | -------------------- | -------------------- | --------------------------- | -------------------------- | -------------------- | ---------------- | --------------- | --------------- | --------------- | ------------ |
| أندريزا فيتوريا خوسيه كارلوس تشاجاس ماسييل سانتوس ناتالي دي فاريا | الفرق المختلط BC1–2 ‏ | البرتغال (POR) خ 2–9 | سلوفاكيا (SVK) ف 5–4        | كوريا الجنوبية (KOR) ف 6–3 | اليابان (JPN) خ 4–6  | 3                | لم يتقدم        | لم يتقدم        | لم يتقدم        | لم يتقدم     |
| ماتيوس كارفاليو إيفاني سواريز دا سيلفا إيفلين دي أوليفيرا         | الفرق المختلط BC3 ‏   | البرتغال (POR) ف 7–3 | هونغ كونغ (HKG) ف 5–3       | أستراليا (AUS) خ 2–5       | اليابان (JPN) خ 3–3* | 4                | لم يتقدم        | لم يتقدم        | لم يتقدم        | لم يتقدم     |
| إرسليدي دا سيلفا إليسو دوس سانتوس مارسيلو دوس سانتوس              | الفرق المختلط BC4 ‏   | سلوفاكيا (SVK) خ 3–7 | بريطانيا العظمى (GBR) خ 4–6 | كندا (CAN) ف 4–3           | البرتغال (POR) خ 2–3 | 4                | لم يتقدم        | لم يتقدم        | لم يتقدم        | لم يتقدم     |

## الدراجات

### الطرق
| الرياضي                    | الحدث                    | الوقت    | الترتيب |
| -------------------------- | ------------------------ | -------- | ------- |
| لاورو سيزار تشامان         | سباق الطريق للرجال C4–5 ‏ | 2:17:11  | 4       |
| لاورو سيزار تشامان         | سباق الزمن للرجال C5 ‏    | 43:44.37 | 4       |
| أندريه غريزانتي            | سباق الطريق للرجال C4–5 ‏ | -1 LAP   | 17      |
| أندريه غريزانتي            | سباق الزمن للرجال C4 ‏    | 52:41.83 | 9       |
| كارلوس ألبرتو غوميز سواريش | سباق الطريق للرجال C1–3 ‏ | + 1 LAP  | 31      |
| كارلوس ألبرتو غوميز سواريش | سباق الزمن للرجال C1 ‏    | 28:13.44 | 8       |
| آنا راكيل مونتينيغرو       | سباق الطريق للنساء C4–5 ‏ | +1 LAP   | 14      |
| آنا راكيل مونتينيغرو       | سباق الزمن للنساء C5 ‏    | 53:30.61 | 9       |
| جادا مارتينس مالافازي      | سباق الطريق للنساء H1–4 ‏ | 1:06:43  | 13      |
| جادا مارتينس مالافازي      | سباق الزمن للنساء H1–3 ‏  | 38:11.10 | 7       |

### المضمار
| الرياضي                    | الحدث                       | التأهيل  | التأهيل | النهائي       | النهائي  |
| الرياضي                    | الحدث                       | الوقت    | الترتيب | المنافس الوقت | الترتيب  |
| -------------------------- | --------------------------- | -------- | ------- | ------------- | -------- |
| لاورو سيزار تشامان         | المطاردة الفردية للرجال C5 ‏ | 4:25.694 | 6       | لم يتقدم      | لم يتقدم |
| لاورو سيزار تشامان         | سباق الزمن للرجال C4–5      | 1:06.421 | 9       |               |          |
| كارلوس ألبرتو غوميز سواريش | المطاردة الفردية للرجال C1 ‏ | 4:26.763 | 10      | لم يتقدم      | لم يتقدم |
| كارلوس ألبرتو غوميز سواريش | سباق الزمن للرجال C1–3      | 1:18.891 | 20      |               |          |
| أندريه غريزانتي            | المطاردة الفردية للرجال C4 ‏ | 5:01.461 | 7       | لم يتقدم      | لم يتقدم |
| أندريه غريزانتي            | سباق الزمن للرجال C4–5      | 1:12.640 | 21      |               |          |
| آنا راكيل مونتينيغرو       | المطاردة الفردية للنساء C5 ‏ | 4:43.704 | 9       | لم يتقدم      | لم يتقدم |
| آنا راكيل مونتينيغرو       | سباق الزمن للنساء C4–5      | 44.157   | 11      |               |          |

## الفروسية
الفردي
| الرياضي                      | الحصان     | الحدث                               | الإجمالي | الإجمالي |
| الرياضي                      | الحصان     | الحدث                               | النتيجة  | الترتيب  |
| ---------------------------- | ---------- | ----------------------------------- | -------- | -------- |
| سيرجيو فروس ريبيرو دي أوليفا | كوكو شانيل | اختبار البطولة الفردي الفئة الأولى  | 69.643   | 10       |
| رودولفو ريسكالا              | وارين      | اختبار البطولة الفردي الفئة الرابعة | 74.659   | الثاني   |

## كرة القدم 5 ضد 5
تأهلت البرازيل بعد فوزها على الأرجنتين في نهائي بطولة العالم لكرة القدم للمكفوفين 2018. فيما يلي تشكيلة منتخب البرازيل في بطولة كرة القدم الخماسية في دورة الألعاب البارالمبية الصيفية 2020.
دور المجموعات
| الترتيب | الفريق      | العدد | فوز | تعادل | خسارة | الأهداف المسجلة | الأهداف المستقبلة | الفارق | النقاط | التأهل                      |
| ------- | ----------- | ----- | --- | ----- | ----- | --------------- | ----------------- | ------ | ------ | --------------------------- |
| 1       | البرازيل    | 3     | 3   | 0     | 0     | 11              | 0                 | +11    | 9      | نصف النهائي                 |
| 2       | الصين       | 3     | 2   | 0     | 1     | 3               | 3                 | 0      | 6      | نصف النهائي                 |
| 3       | اليابان (م) | 3     | 1   | 0     | 2     | 4               | 6                 | −2     | 3      | مباراة المركز الخامس–السادس |
| 4       | فرنسا       | 3     | 0   | 0     | 3     | 0               | 9                 | −9     | 0      | مباراة المركز السابع–الثامن |

المصدر: TOCOG
المباريات
29 أغسطس 2021 - 11:30  البرازيل 3–0  الصين
- مينديز 15'، 36'
- رييس 25' (ضربة جزاء)

موقع المباراة: منتزه آومي الرياضي الحضري، طوكيو الحكم: فرانسوا كاركو (فرنسا)
30 أغسطس 2021 - 11:30  البرازيل 4–0  اليابان
- مينديز 5'
- تياغو بارانا 25'
- ألفيس 36'، 39'

موقع المباراة: منتزه آومي الرياضي الحضري، طوكيو الحكم: جيرمينال لوبرانو (الأرجنتين)
31 أغسطس 2021 - 11:30  فرنسا 0–4  البرازيل
- مينديز 16'، 26' (ضربة جزاء)
- سوارس 35'، 39'

موقع المباراة: منتزه آومي الرياضي الحضري، طوكيو الحكم: أتيلا بالينت (هنغاريا)
نصف النهائي
2 سبتمبر 2021 19:30  البرازيل 1–0  المغرب
- بيركا 28' (هدف عكسي)

موقع المباراة: منتزه آومي الرياضي الحضري، طوكيو الحكم: فرانسوا كاركو (فرنسا)
النهائي
4 سبتمبر 2021 17:30  الأرجنتين 0–1  البرازيل
- مينديز 33'

موقع المباراة: منتزه آومي الرياضي الحضري، طوكيو الحكم: فرانسوا كاركو (فرنسا)

## كرة الهدف
تأهلت البرازيل بفريقين (فريق الرجال وفريق السيدات) إلى الألعاب البارالمبية بعد أن حصلت على أحد المراكز الثلاثة الأولى في بطولة العالم لكرة الهدف 2018 التي أُقيمت في مالمو، السويد.

### بطولة الرجال
فيما يلي قائمة منتخب البرازيل في بطولة كرة الهدف للرجال في الألعاب البارالمبية الصيفية 2020.
| الرقم | اللاعب                | الفئة | تاريخ الميلاد (العمر)    |
| ----- | --------------------- | ----- | ------------------------ |
| 1     | جوزيه روبرتو أوليفيرا | B1    | 2 أبريل 1981 (40 عامًا)   |
| 2     | أليكس دي ميلو         | B2    | 10 ديسمبر 1994 (26 عامًا) |
| 4     | ليومون مورينو         | B1    | 21 أغسطس 1993 (28 عامًا)  |
| 5     | جوزمارسيو سوزا        | B3    | 8 سبتمبر 1995 (25 عامًا)  |
| 6     | روماريو ماركيس        | B1    | 20 يوليو 1989 (32 عامًا)  |
| 9     | إيمرسون دا سيلفا      | B3    | 11 فبراير 1999 (22 عامًا) |

مرحلة المجموعات
| المركز | الفريق           | المباريات | الفوز | التعادل | الخسارة | الأهداف المسجلة | الأهداف المستقبلة | فارق الأهداف | النقاط | التأهل      |
| ------ | ---------------- | --------- | ----- | ------- | ------- | --------------- | ----------------- | ------------ | ------ | ----------- |
| 1      | اليابان (م)      | 4         | 3     | 0       | 1       | 37              | 15                | +22          | 9      | ربع النهائي |
| 2      | البرازيل         | 4         | 3     | 0       | 1       | 35              | 17                | +18          | 9      |             |
| 3      | الولايات المتحدة | 4         | 2     | 0       | 2       | 25              | 35                | −10          | 6      |             |
| 4      | ليتوانيا         | 4         | 1     | 1       | 2       | 24              | 31                | −7           | 4      |             |
| 5      | الجزائر          | 4         | 0     | 1       | 3       | 20              | 43                | −23          | 1      |             |

المباريات
| التاريخ       | الوقت | الفريق           | النتيجة | الفريق الآخر | المكان               | الحكام                                               | الأهداف (المضيف)                                       | الأهداف (الضيف)            |
| ------------- | ----- | ---------------- | ------- | ------------ | -------------------- | ---------------------------------------------------- | ------------------------------------------------------ | -------------------------- |
| 25 أغسطس 2021 | 09:00 | البرازيل         | 11–2    | ليتوانيا     | ماكوهاري ميسي، طوكيو | روبرت آيفري (بريطانيا)، واريك جاكيس (أستراليا)       | ماركيس 4، مورينو 3، سوسا 3، دا سيلفا 1                 | بلافليوكياينك 1، زيبوليس 1 |
| 26 أغسطس 2021 | 13:15 | الولايات المتحدة | 8–6     | البرازيل     | ماكوهاري ميسي، طوكيو | رضا ديهغان (إيران)، روبرت آيفري (بريطانيا)           | يونغ 4، ميرين 1، سيمبسون 1، ووكر 1، سوسا 1 (هدف عكسي)  | مورينو 3، سوسا 2، ماركيس 1 |
| 27 أغسطس 2021 | 20:30 | البرازيل         | 10–4    | الجزائر      | ماكوهاري ميسي، طوكيو | روبرت آيفري (بريطانيا)، راكيل غوميز أغوادو (إسبانيا) | مورينو 5، سوسا 4، دي ميلو 1                            | بيلهوجات 4                 |
| 29 أغسطس 2021 | 09:00 | اليابان          | 3–8     | البرازيل     | ماكوهاري ميسي، طوكيو | رضا ديهغان (إيران)، لاونيل سكوت (كندا)               | ياماغوتشي 2، سانوا 1                                   | سوسا 5، مورينو 3           |
| 31 أغسطس 2021 | 19:30 | البرازيل         | 9–4     | تركيا        | ماكوهاري ميسي، طوكيو | يوشينوري نيي (اليابان)، روموالداس فيتيكوس (ليتوانيا) | مورينو 6، سوسا 3                                       | غوندودو 4                  |
| 2 سبتمبر 2021 | 17:45 | ليتوانيا         | 5–9     | البرازيل     | ماكوهاري ميسي، طوكيو | يوشينوري نيي (اليابان)، واريك جاكيس (أستراليا)       | بلافليوكياينك 2، يونيكايتس 1، بازاراوسكاس 1، زيبوليس 1 | سوسا 6، مورينو 2، ماركيس 1 |
| 3 سبتمبر 2021 | 19:30 | الصين            | 2–7     | البرازيل     | ماكوهاري ميسي، طوكيو | يوشينوري نيي (اليابان)، روموالداس فيتيكوس (ليتوانيا) | يانغ مينغيوان 2                                        | مورينو 3، سوسا 3، ماركيس 1 |

بطولة السيدات
التشكيلة التالية هي تشكيلة البرازيل في بطولة كرة الهدف للسيدات في دورة الألعاب البارالمبية الصيفية 2020.
| رقم | اللاعب                       | الفئة | تاريخ الميلاد (العمر)    |
| --- | ---------------------------- | ----- | ------------------------ |
| 2   | آنا غابرييلي أسونساو         | B3    | 15 أغسطس 1990 (30 عامًا)  |
| 3   | آنا كارولينا كوستوديو        | B2    | 23 أبريل 1987 (33 عامًا)  |
| 5   | مونيزا أباريزيدا دي ليما     | B2    | 16 أبريل 1998 (22 عامًا)  |
| 7   | كاتيا أباريزيدا فيريرا سيلفا | B1    | 24 أبريل 1995 (25 عامًا)  |
| 8   | جيسيكا غوميز                 | B3    | 22 يوليو 1993 (27 عامًا)  |
| 9   | فيكتوريا أموريم              | B1    | 29 نوفمبر 1997 (22 عامًا) |

مرحلة المجموعات
| المركز | الفريق           | المباريات | الفوز | التعادل | الخسارة | الأهداف | الأهداف المستقبلة | فارق الأهداف | النقاط | التأهل      |
| ------ | ---------------- | --------- | ----- | ------- | ------- | ------- | ----------------- | ------------ | ------ | ----------- |
| 1      | تركيا            | 4         | 3     | 0       | 1       | 30      | 11                | +19          | 9      | ربع النهائي |
| 2      | الولايات المتحدة | 4         | 3     | 0       | 1       | 22      | 10                | +12          | 9      |             |
| 3      | اليابان (م)      | 4         | 2     | 1       | 1       | 18      | 13                | +5           | 7      |             |
| 4      | البرازيل         | 4         | 1     | 1       | 2       | 23      | 19                | +4           | 4      |             |
| 5      | مصر              | 4         | 0     | 0       | 4       | 3       | 43                | −40          | 0      |             |

25 أغسطس 2021 - 20:30  البرازيل 4–6  الولايات المتحدة
- كاستوديو 1'
- أموريم 9'
- غوميز 16'، 19'
- تشيكوفسكي 2'
- دينيس 2'، 14'، 21'
- ميسون 5'، 8'

مركز ماكوهاري ميسي، طوكيو الحكم: وارريك جاكيس (أستراليا)، فايدا بوكفيت (ليتوانيا)
27 أغسطس 2021 - 10:30  اليابان 4–4  البرازيل
- تما 1'
- هاجيوا 7'، 10'، 16'
- كاستوديو 14'، 21'
- أموريم 16'، 21'

مركز ماكوهاري ميسي، طوكيو الحكم: راكيل أغوادو غوميز (إسبانيا)، سفيتلانا موروز (أوكرانيا)
28 أغسطس 2021 - 20:30  تركيا 8–4  البرازيل
- سيفد ألتونولوك 1'، 1'، 5'، 16'، 17'، 23'
- غولير 2'، 3'
- أموريم 6'، 10'
- كاستوديو 13'، 15'

مركز ماكوهاري ميسي، طوكيو الحكم: سفيتلانا موروز (أوكرانيا)، رايلي سيبورا (فنلندا)
30 أغسطس 2021 - 10:30  البرازيل 11–1  مصر
- غوميز 1'، 6'، 7'، 9'، 11'، 12'، 15'، 16'
- فيريرا 13'، 14'
- كاستوديو 15'
- الجابري 12'

مركز ماكوهاري ميسي، طوكيو الحكم: لاونيل سكوت (كندا)، وورادت كولتاوونغاتانا (تايلاند)
ربع النهائي
1 سبتمبر 2021 17:45  الصين 0–1 (وقت إضافي)  البرازيل التقرير
- كاستوديو (هدف ذهبي) 28'

مركز ماكوهاري ميسي، طوكيو الحكم: يوشينوري ني (اليابان)، ريزا ديهغان (إيران)
نصف النهائي
2 سبتمبر 2021 19:30  البرازيل 4–5 (وقت إضافي)  الولايات المتحدة
- غوميز 7'، 9'
- كاستوديو 1 (وقت إضافي)
- أباريسيدا دي ليما 1 (وقت إضافي)
- دينيس 22'، 24'، 1 (وقت إضافي)
- تشيكوفسكي 1 (وقت إضافي)
- ميسون 1 (وقت إضافي)

مركز ماكوهاري ميسي، طوكيو الحكم: فايدا بوكفيت (ليتوانيا)، روبرت أفيري (بريطانيا العظمى)
مباراة تحديد المركز الثالث
3 سبتمبر 2021 13:15  البرازيل 1–6  اليابان
- أموريم 22'
- كاكيهاتا 2'، 4'، 12'
- هاجيوا 4'، 10'، 20'

مركز ماكوهاري ميسي، طوكيو الحكم: فايدا بوكفيت (ليتوانيا)، رايلي سيبورا (فنلندا)

## الجودو
الرجال
| الرياضي                | الحدث | جولة الـ16                            | ربع النهائي                            | نصف النهائي      | الجولة الأولى    | النهائي                        | النهائي / مباراة البرونزية       | النهائي / مباراة البرونزية |
| الرياضي                | الحدث | المعارضة النتيجة                      | المعارضة النتيجة                       | المعارضة النتيجة | المعارضة النتيجة | المعارضة النتيجة               | المعارضة النتيجة                 | الترتيب                    |
| ---------------------- | --- | ------------------------------------- | -------------------------------------- | ---------------- | ---------------- | ------------------------------ | -------------------------------- | -------------------------- |
| تيغو ماركيش            | وزن −60 كغ رجال | هيراي (اليابان) خسارة 000–100         | لم يتأهل                               | لم يتأهل         | لم يتأهل         | لم يتأهل                       | لم يتأهل                         | لم يتأهل                   |
| هارلي بيريرا           | وزن −81 كغ رجال | باول (بريطانيا العظمى) خسارة 000–100  | لم يتأهل                               | لم يتأهل         | لم يتأهل         | لم يتأهل                       | لم يتأهل                         | لم يتأهل                   |
| أرثر كافالكانت         | وزن −90 كغ رجال | إسبينوزا رودريغيز (فنزويلا) فوز 10–00 | نوري (إيران) خسارة 000–101             | باي              | باي              | هيروسي (اليابان) فوز 10–00     | نازارينكو (أوكرانيا) خسارة 00–10 | 5                          |
| أنطونيو تينوريو        | وزن −100 كغ رجال\|data-sort-value="" style="background: #ececec; color: #2C2C2C; vertical-align: middle; text-align: center; " class="table-na" \| باي | باسوك (مولدوفا) فوز 100–00            | جودريتش (الولايات المتحدة) خسارة 00–10 | باي              | باي              | خليلوف (أوزبكستان) خسارة 01–10 | 5                                |                            |
| ويليان سيلفا دي أراوخو | وزن +100 كغ رجال | فرنانديز ساتري (كوبا) خسارة 0–10      | لم يتأهل                               | لم يتأهل         | لم يتأهل         | لم يتأهل                       | لم يتأهل                         | لم يتأهل                   |

النساء
| الرياضية        | الحدث            | ربع النهائي                      | نصف النهائي                          | النهائي                           | النهائي / مباراة البرونزية     | النهائي / مباراة البرونزية |
| الرياضية        | الحدث            | المعارضة النتيجة                 | المعارضة النتيجة                     | المعارضة النتيجة                  | المعارضة النتيجة               | الترتيب                    |
| --------------- | ---------------- | -------------------------------- | ------------------------------------ | --------------------------------- | ------------------------------ | -------------------------- |
| كارلا كاردوزو   | وزن −52 كغ سيدات | بروسيغ (ألمانيا) خسارة 010–100   | لم تتأهل                             | ستيبانيكوفا (روسيا) خسارة 002–101 | لم تتأهل                       | 7                          |
| لوسيا تيكسيرا   | وزن −57 كغ سيدات | غونزاليس (الأرجنتين) فوز 100–000 | سامانداروفا (أوزبكستان) خسارة 000–11 | باي                               | أوفشينيكوفا (روسيا) فوز 101–01 | الثالث                     |
| ألانا مالدونادو | وزن −70 كغ سيدات | لوريا (إيطاليا) فوز 100–000      | أولوكام (تركيا) فوز 100–000          | باي                               | كالداني (جورجيا) فوز 101–000   | الأول                      |
| ميغ إيمريش      | وزن +70 كغ سيدات | تسوشيا (اليابان) فوز 100–000     | كاريموفا (أذربيجان) خسارة 11–112     | باي                               | نياما (منغوليا) فوز 101–01     | الثالث                     |

## الباراكانوينج
| الرياضي                  | الحدث     | الجولات التمهيدية | الجولات التمهيدية | نصف النهائي | نصف النهائي  | النهائي  | النهائي    |
| الرياضي                  | الحدث     | الوقت             | الترتيب | الوقت       | الترتيب      | الوقت    | الترتيب    |
| ------------------------ | --------- | ----------------- | --- | ----------- | ------------ | -------- | ---------- |
| لويس كاردوسو دا سيلفا    | رجال KL1  | 49.840            | 1 FA\|colspan=2 data-sort-value="" style="background: #ececec; color: #2C2C2C; vertical-align: middle; text-align: center; " class="table-na" \| — | 48.031      | قالب:فضة02   |          |            |
| لويس كاردوسو دا سيلفا    | رجال VL2  | 58.000            | 5 SF | 57.725      | 3 FA         | 56.390   | 7          |
| فيرناندو روفينو دي باولو | رجال KL2  | 43.860            | 2 | 42.209      | 2 FA         | 43.217   | 6          |
| فيرناندو روفينو دي باولو | رجال VL2  | 55.258            | 1 FA\|colspan=2 data-sort-value="" style="background: #ececec; color: #2C2C2C; vertical-align: middle; text-align: center; " class="table-na" \| — | 53.077      | قالب:ذهبية01 |          |            |
| جيوفاني فييرا دي باولا   | رجال KL3  | 44.144            | 7 | 45.556      | 6 FB         | 43.508   | 10         |
| جيوفاني فييرا دي باولا   | رجال VL3  | 53.435            | 3 | 51.087      | 1 FA         | 52.148   | قالب:فضة02 |
| كايو ريبييرو دي كارفاليو | رجال KL3  | 41.687            | 2 | 40.717      | 1 FA         | 42.005   | 5          |
| كايو ريبييرو دي كارفاليو | رجال VL3  | 55.691            | 4 | 51.315      | 2 FA         | 53.246   | 7          |
| أدريانا أزيفيدو          | سيدات KL1 | 1:04.554          | 5 | 1:05.564    | 4            | لم تتأهل | لم تتأهل   |
| ماري كريستينا سانتيللي   | سيدات KL3 | 54.340            | 4 | 52.172      | 6 FA         | 54.093   | 8          |
| ديبورا ريبيرو            | سيدات VL2 | 1:05.923          | 4 | 1:03.230    | 3            | 1:04.778 | 7          |

رمز التأهل: FA = تأهل للنهائي؛ SF = تأهل لنصف النهائي

## باراثلاثلون
| الرياضي       | الحدث      | السباحة | الانتقال 1 | الدراجة | الانتقال 2 | الجري | الوقت الإجمالي | الترتيب |
| ------------- | ---------- | ------- | ---------- | ------- | ---------- | ----- | -------------- | ------- |
| رونان كورديرو | رجال PTS5  | 10:32   | 00:47      | 31:29   | 00:51      | 17:43 | 1:01:22        | 5       |
| كارلوس فيانا  | رجال PTS5  | 11:32   | 00:50      | 31:05   | 00:41      | 18:18 | 1:02:26        | 6       |
| جورجي فونسيكا | رجال PTS4  | 12:53   | 1:09       | 33:10   | 00:57      | 19:48 | 1:07:57        | 7       |
| جيسيكا فيريرا | سيدات PTWC | 16:31   | 2:12       | 40:26   | 1:13       | 16:01 | 1:16:23        | 4       |

## رفع الأثقال
| الرياضي            | الحدث         | إجمالي الوزن المرفوع | الترتيب |
| ------------------ | ------------- | -------------------- | ------- |
| أيلتون دي أندرادي  | رجال –80 كجم  | 182                  | 8       |
| برونو كارّا         | رجال –54 كجم  | NM                   | -       |
| إيفانو دا سيلفا    | رجال –88 كجم  | NM                   | -       |
| جواو فرانسا جونيور | رجال –49 كجم  | 144                  | 6       |
| ماريانا داندريا    | سيدات –73 كجم | 137                  | الأول   |
| تايانا ميديروس     | سيدات –86 كجم | 121                  | 5       |
| لارا أباريكيدا     | سيدات –41 كجم | 88                   | 7       |

## التجديف
تأهلت البرازيل بأربعة زوارق لجميع فئات التجديف في السباق البارالمبي. تأهلت طاقمان (التجديف الفردي للرجال والتجديف الزوجي المختلط) بعد دخولهما بنجاح إلى المراكز السبعة الأولى في التجديف الفردي للرجال والمراكز الثمانية الأولى في التجديف الزوجي المختلط في بطولة العالم للتجديف 2019 في أوتنهايم، النمسا. في حين تأهل طاقمان آخران بعد فوزهما في التجذيف الفردي للسيدات في سباق التأهل النهائي للألعاب البارالمبية 2021 في غافيرات، إيطاليا، والتجديف الرباعي المختلط بعد فوزه بالميدالية الفضية.
| الرياضي                                                           | الحدث                   | الجولات  | الجولات | التكرار  | التكرار | النهائي  | النهائي |
| الرياضي                                                           | الحدث                   | الوقت    | الترتيب | الوقت    | الترتيب | الوقت    | الترتيب |
| ----------------------------------------------------------------- | ----------------------- | -------- | --- | -------- | ------- | -------- | ------- |
| رينيه بيريرا                                                      | التجديف الفردي للرجال   | 9:57.59  | colspan =2 data-sort-value="" style="background: #ececec; color: #2C2C2C; vertical-align: middle; text-align: center; " class="table-na" \| — | 10:03.54 | الثالث  |          |         |
| كلوديا سانتوس                                                     | التجديف الفردي للسيدات  | 12:28.11 | 4 | 11:25.50 | 2 FA    | 12:57.80 | 6 FA    |
| جوزيان ليما ميشيل بيسانه                                          | التجديف الزوجي المختلط  | 9:19.28  | 5 | 8:25.16  | 3 FB    | 9:05.60  | 2 FB    |
| آنا باولا سوزا ديانا بارسيلوس جايرو كلوج فالدياني جونيور (المنقذ) | التجديف الرباعي المختلط | 7:56.75  | 6 | 7:15.77  | 3 FB    | 7:46.67  | 4 FB    |

أسطورة التأهل: FA=النهائي A (الذهبية)؛ FB=النهائي B (البرونزية)؛ R=التكرار

## الرماية
دخلت البرازيل رياضيًا واحدًا في منافسات الألعاب البارالمبية. نجح ألكسندر جالجاني في تحقيق التأهل للألعاب البارالمبية في كأس العالم WSPS 2019 الذي أُقيم في العين، الإمارات العربية المتحدة.
| الرياضي         | الحدث                                                     | التأهل  | التأهل  | النهائي  | النهائي  |
| الرياضي         | الحدث                                                     | النتيجة | الترتيب | النتيجة  | الترتيب  |
| --------------- | --------------------------------------------------------- | ------- | ------- | -------- | -------- |
| ألكسندر جالجاني | الاختلاط R4 – 10 متر بندقية هواء مختلطة وضع الاستلقاء SH2 | 622.0   | 22      | لم يتأهل | لم يتأهل |
| ألكسندر جالجاني | الاختلاط R5 – 10 متر بندقية هواء مختلطة وضع الاستلقاء SH2 | 633.9   | 10      | لم يتأهل | لم يتأهل |
| ألكسندر جالجاني | الاختلاط R9 – 50 متر بندقية هواء مختلطة وضع الاستلقاء SH2 | 618.0   | 16      | لم يتأهل | لم يتأهل |

## السباحة
شارك 36 سباحًا برازيليًا في السباحة في الألعاب البارالمبية الصيفية 2020
الرجال
| الرياضي          | الحدث                          | التصفيات | التصفيات | النهائي  | النهائي  |
| الرياضي          | الحدث                          | النتيجة  | الترتيب  | النتيجة  | الترتيب  |
| ---------------- | ------------------------------ | -------- | -------- | -------- | -------- |
| أندريه غاربي     | 100 متر ظهر للرجال S9          | 1:07.54  | 11       | لم يتأهل | لم يتأهل |
| برونو بيكر       | 50 متر صدافة للرجال SB2        | 1:48.10  | 10       | لم يتأهل | لم يتأهل |
| برونو بيكر       | 200 متر حرة للرجال S2          | 4:30.84  | 4 Q      | 4:22.63  | 4        |
| برونو بيكر       | 50 متر حرة للرجال S3           | 1:01.30  | 14       | لم يتأهل | لم يتأهل |
| كايو أموريم      | 100 متر حرة للرجال S8          | 1:03.04  | 17       | لم يتأهل | لم يتأهل |
| كايو أموريم      | 400 متر حرة للرجال S8          | 4:38.44  | 5 Q      | 4:35.16  | 6        |
| دانييل دياز      | 200 متر حرة للرجال S5          | 2:45.16  | 3 Q      | 2:38.61  | الثالث   |
| دانييل دياز      | 50 متر فراشة للرجال S5         | 37.27    | 7 Q      | 36.56    | 6        |
| دانييل دياز      | 50 متر حرة للرجال S5           | 32.65    | 3        | 32.12    | 4        |
| دانييل دياز      | 50 متر ظهر للرجال S5           | 37.19    | 5        | 35.99    | 5        |
| دانييل دياز      | 100 متر حرة للرجال S5          | 1:13.02  | 2 Q      | 1:10.80  | الثالث   |
| دوغلاس ماتيرا    | 50 متر حرة للرجال S13          | 25.14    | 12       | لم يتأهل | لم يتأهل |
| دوغلاس ماتيرا    | 100 متر فراشة للرجال S13       | 58.66    | 6 Q      | 58.53    | 7        |
| دوغلاس ماتيرا    | 200 متر فردي متنوع للرجال SM13 | 2:23.53  | 13       | لم يتأهل | لم يتأهل |
| إريك توبيرا      | 50 متر صدافة للرجال SB3        | 57.37    | 10       | لم يتأهل | لم يتأهل |
| إريك توبيرا      | 50 متر حرة للرجال S4           | 41.34    | 8 Q      | 41.46    | 6        |
| إريك توبيرا      | 100 متر حرة للرجال S4          | 1:36.20  | 10       | لم يتأهل | لم يتأهل |
| إريك توبيرا      | 200 متر حرة للرجال S4          | DNS      | –        |          |          |
| فيليبي فيلا ريال | 200 متر حرة للرجال S14         | 2:02.13  | 11       | لم يتأهل | لم يتأهل |
| غابرييل أراوجو   | 100 متر ظهر للرجال S2          | 2:09.73  | 4 Q      | 2:02.47  | الثاني   |
| غابرييل أراوجو   | 200 متر حرة للرجال S2          | 4:24.32  | 3 Q      | 4:06.52  | الأول    |
| غابرييل أراوجو   | 50 متر ظهر للرجال S2           | 56.82    | 1 Q      | 53.96    | الأول    |
| غابرييل باندييرا | 200 متر حرة للرجال S14         | 1:57.73  | 3 Q      | 1:52.74  | الثاني   |
| غابرييل باندييرا | 100 متر ظهر للرجال S14         | 1:01.63  | 9        | لم يتأهل | لم يتأهل |
| غابرييل باندييرا | 100 متر فراشة للرجال S14       | 56.78    | 2 Q      | 54.76    | الأول    |
| غابرييل باندييرا | 100 متر صدافة للرجال SB14      | 1:10.43  | 10       | لم يتأهل | لم يتأهل |
| غابرييل باندييرا | 200 متر فردي متنوع للرجال SM14 | 2:15.35  | 6 Q      | 2:09.56  | الثاني   |

النساء
| الرياضي                         | الحدث | التصفيات   | التصفيات | النهائي  | النهائي  |
| الرياضي                         | الحدث | النتيجة    | الترتيب  | النتيجة  | الترتيب  |
| ------------------------------- | --- | ---------- | -------- | -------- | -------- |
| آنا كارولينا سواريش دي أوليفيرا | 100 متر ظهر للنساء S14 | 1:11.67    | 5        | 1:11.29  | 5        |
| آنا كارولينا سواريش دي أوليفيرا | 200 متر فردي متنوع للنساء SM14 | 2:47.37    | 16       | لم يتأهل | لم يتأهل |
| بياتريس كارنييرو                | 100 متر صدافة للنساء SB14 | 1:18.34    | 3 Q      | 1:17.61  | الثالث   |
| بياتريس كارنييرو                | 200 متر فردي متنوع للنساء SM14 | 2:48.48    | 17       | لم يتأهل | لم يتأهل |
| سيسيليا جيرونيمو دي أراجو       | 50 متر حرة للنساء S8 | 31.40      | 2 Q      | 30.83    | الثاني   |
| سيسيليا جيرونيمو دي أراجو       | 100 متر فراشة للنساء S8\|colspan=2 data-sort-value="" style="background: #ececec; color: #2C2C2C; vertical-align: middle; text-align: center; " class="table-na" \| —       | 1:26.26    | 5        |          |          |
| سيسيليا جيرونيمو دي أراجو       | 100 متر حرة للنساء S9 | 1:16.87    | 20       | لم يتأهل | لم يتأهل |
| دبورا كارنييرو                  | 100 متر صدافة للنساء SB14 | 1:18.55    | 5 Q      | 1:17.63  | 4        |
| دبورا كارنييرو                  | 200 متر فردي متنوع للنساء SM14 | 2:48.58    | 18       | لم يتأهل | لم يتأهل |
| إدينيا غارسيا                   | 50 متر ظهر للنساء S3 | 1:08.44    | 7 Q      | 1:07.83  | 8        |
| إدينيا غارسيا                   | 100 متر حرة للنساء S3 | DNS        | –        |          |          |
| إستيفاني رودريغيس               | 50 متر فراشة للنساء S5 | 47.24      | 7 Q      | 46.49    | 7        |
| إستيفاني رودريغيس               | 100 متر حرة للنساء S5 | 1:36.45    | 13       | لم يتأهل | لم يتأهل |
| إستيفاني رودريغيس               | 200 متر حرة للنساء S5 | 3:27.41    | 9        | لم يتأهل | لم يتأهل |
| إستيفاني رودريغيس               | 200 متر فردي متنوع للنساء SM5\|colspan=2 data-sort-value="" style="background: #ececec; color: #2C2C2C; vertical-align: middle; text-align: center; " class="table-na" \| — | 3:47.92    | 8        |          |          |
| جوانا ماريا سيلفا               | 50 متر فراشة للنساء S5 | 46.32      | 6 Q      | 45.33    | 4        |
| جوانا ماريا سيلفا               | 100 متر حرة للنساء S5 | 1:27.36    | 8 Q      | 1:27.62  | 8        |
| لايلا سوزيغن                    | 50 متر حرة للنساء S6 | 36.51      | 11       | لم يتأهل | لم يتأهل |
| لايلا سوزيغن                    | 400 متر حرة للنساء S6 | 5:00.39    | 7 Q      |          | 8        |
| لايلا سوزيغن                    | 100 متر حرة للنساء S7 | 1:17.12    | 9        | لم يتأهل | لم يتأهل |
| لوسيلين دا سيلفا                | 50 متر حرة للنساء S13 | 28.21      | 10       | لم يتأهل | لم يتأهل |
| لوسيلين دا سيلفا                | 100 متر حرة للنساء S12 | 1:01.68    | 3 Q      | 1:02.42  | 6        |
| لوسيلين دا سيلفا                | 100 متر صدافة للنساء SB12\|colspan=2 data-sort-value="" style="background: #ececec; color: #2C2C2C; vertical-align: middle; text-align: center; " class="table-na" \| —     | 1:30.25    | 5        |          |          |
| لوسيلين دا سيلفا                | 100 متر فراشة للنساء S13 | 1:10.93    | 10       | لم يتأهل | لم يتأهل |
| مايارة باريتو                   | 50 متر ظهر للنساء S3 | 1:00.80    | 5 Q      | 59.50    | 4        |
| مايارة باريتو                   | 100 متر حرة للنساء S3 | 2:12.02    | 7        | 2:10.90  | 7        |
| ماريا كارولينا غوميس سانتياجو   | 50 متر حرة للنساء S13 | 26.87      | 1 Q      | 26.82    | الأول    |
| ماريا كارولينا غوميس سانتياجو   | 100 متر حرة للنساء S12 | 1:01.79    | 3 Q      | 59.01    | الأول    |
| ماريا كارولينا غوميس سانتياجو   | 100 متر ظهر للنساء S12\|colspan=2 data-sort-value="" style="background: #ececec; color: #2C2C2C; vertical-align: middle; text-align: center; " class="table-na" \| —        | 1:09.18    | الثالث   |          |          |
| ماريا كارولينا غوميس سانتياجو   | 100 متر صدافة للنساء SB12\|colspan=2 data-sort-value="" style="background: #ececec; color: #2C2C2C; vertical-align: middle; text-align: center; " class="table-na" \| —     | 1:14.89 PR | الأول    |          |          |
| ماريا كارولينا غوميس سانتياجو   | 100 متر فراشة للنساء S13 | 1:07.30    | 5 Q      | 1:07.11  | 6        |
| مارينا ريبييرو                  | 100 متر حرة للنساء S9 | 1:03.56    | 1 Q      | 1:03.39  | الثالث   |
| مارينا ريبييرو                  | 100 متر ظهر للنساء S9 | DNS        | –        |          |          |
| مارينا ريبييرو                  | 50 متر حرة للنساء S10 | 28.41      | 4 Q      | 28.58    | 5        |
| باتريشيا بيريرا                 | 50 متر صدافة للنساء SB3 | 1:03.37    | 3        | 1:01.82  | 4        |
| باتريشيا بيريرا                 | 50 متر حرة للنساء S4 | 41.62      | 2        | 41.56    | 4        |
| سوزانا شنايرندورف               | 150 متر فردي متنوع للنساء SM4 | 3:06.54    | 5 Q      | 3:11.54  | 8        |
| سوزانا شنايرندورف               | 50 متر حرة للنساء S4 | 48.78      | 12       | لم يتأهل | لم يتأهل |
| سوزانا شنايرندورف               | 100 متر حرة للنساء S5 | 1:50.65    | 16       | لم يتأهل | لم يتأهل |
| سوزانا شنايرندورف               | 50 متر ظهر للنساء S4 | 1:00.50    | 12       | لم يتأهل | لم يتأهل |

## تنس الطاولة
دخلت البرازيل عشرة رياضيين في مسابقة تنس الطاولة في الألعاب. تأهل ثمانية منهم من دورة الألعاب البارامبية الأمريكية 2019 التي أُقيمت في ليما، بيرو واثنان آخران عبر الترتيب العالمي.
الرجال
| الرياضي                                                | الحدث      | التصفيات                      | التصفيات                        | التصفيات                     | التصفيات               | ربع النهائي               | نصف النهائي      | النهائي / BM     | النهائي / BM |          |
| الرياضي                                                | الحدث      | المنافسة النتيجة              | المنافسة النتيجة                | المنافسة النتيجة             | الترتيب                | المنافسة النتيجة          | المنافسة النتيجة | المنافسة النتيجة | الترتيب      |          |
| ------------------------------------------------------ | ---------- | ----------------------------- | ------------------------------- | ---------------------------- | ---------------------- | ------------------------- | ---------------- | ---------------- | ------------ | -------- |
| ويلدر كناف                                             | فردي C3    | زهاو (الصين) خسارة 0–3        | جودج (جزيرة أيرلندا) خسارة 0–3  | —                            | 9                      | لم يتأهل                  | لم يتأهل         | لم يتأهل         | لم يتأهل     |          |
| ديفيد أندريد دي فريتاس                                 | فردي C3    | أوغرين (السويد) فوز 3–0       | غلينبانشوين (تايلاند) خسارة 0–3 | —                            | 3                      | ميريين (فرنسا) خسارة 0–3  | لم يتأهل         | لم يتأهل         | لم يتأهل     |          |
| إسرائيل ستروه                                          | فردي C7    | إينوي (اليابان) فوز 3–2       | يوسف (مصر) فوز 3–1              | باليسرينو (أستراليا) فوز 3–0 | لياو (الصين) خسارة 1–3 | لم يتأهل                  | لم يتأهل         | لم يتأهل         |              |          |
| باولو سالمن                                            | فردي C7    | يان (الصين) خسارة 0–3         | جوزيت (كرواتيا) فوز 3–2         | —                            | 2                      | شناكي (ألمانيا) خسارة 0–3 | لم يتأهل         | لم يتأهل         | لم يتأهل     |          |
| لويز فيليبي غوارنييري مانارا                           | فردي C8    | يي تشاو (الصين) خسارة 0–3     | كارلسون (السويد) خسارة 1–3      | —                            | 9                      | لم يتأهل                  | لم يتأهل         | لم يتأهل         | لم يتأهل     |          |
| كارلوس كاربيناتي                                       | فردي C10   | بوهيس (فرنسا) خسارة 0–3       | كوغيل (جنوب إفريقيا) خسارة 0–3  | كاردوس (النمسا) خسارة 1–3    | 9                      | لم يتأهل                  | لم يتأهل         | لم يتأهل         | لم يتأهل     | لم يتأهل |
| لويز فيليبي غوارنييري مانارا باولو سالمن إسرائيل ستروه | فريق C6–7  | اليابان (اليابان) فوز 2–0     | الصين (الصين) خسارة 0–2         | لم يتأهل                     | لم يتأهل               | 9                         |                  |                  |              |          |
| لويز فيليبي غوارنييري مانارا باولو سالمن إسرائيل ستروه | فريق C9–10 | أستراليا (أستراليا) خسارة 0–2 | لم يتأهل                        | لم يتأهل                     | لم يتأهل               | 9                         |                  |                  |              |          |

النساء
| الرياضي                                                | الحدث      | التصفيات                                  | التصفيات                           | التصفيات                 | التصفيات | ربع النهائي                         | نصف النهائي                      | النهائي / BM     | النهائي / BM |          |
| الرياضي                                                | الحدث      | المنافسة النتيجة                          | المنافسة النتيجة                   | المنافسة النتيجة         | الترتيب  | المنافسة النتيجة                    | المنافسة النتيجة                 | المنافسة النتيجة | الترتيب      |          |
| ------------------------------------------------------ | ---------- | ----------------------------------------- | ---------------------------------- | ------------------------ | -------- | ----------------------------------- | -------------------------------- | ---------------- | ------------ | -------- |
| كاتيا أوليفيرا                                         | فردي C2    | تابولا (فنلندا) فوز 3–2                   | بوكلاو (بولندا) خسارة 0–3          | —                        | 2        | روسي (إيطاليا) فوز 3–2              | سيو سي (كوريا الجنوبية) خسارة1–3 | لم يتأهل         | الثالث       |          |
| مارلياني سانتوس                                        | فردي C3    | يون (كوريا الجنوبية) خسارة 0–3            | كانتوفا (سلوفاكيا) خسارة 0–3       | —                        | 9        | لم يتأهل                            | لم يتأهل                         | لم يتأهل         | لم يتأهل     |          |
| جوي دي أوليفيرا                                        | فردي C4    | قو إكس (الصين) خسارة 0–3                  | علمات (الأردن) فوز 3–0             | —                        | 3        | باتيه بي إتش (الهند)خسارة 0–3       | لم يتأهل                         | لم يتأهل         | لم يتأهل     | لم يتأهل |
| ميلينا فرانسا دوس سانتوس                               | فردي C7    | وانغ (الصين) خسارة 0–3                    | كيم س (كوريا الجنوبية) خسارة 0–3   | —                        | 9        | لم يتأهل                            | لم يتأهل                         | لم يتأهل         | لم يتأهل     |          |
| ليثيسيا لاسيردا                                        | فردي C8    | داهلين (النرويج) خسارة 0–3                | هوانغ (الصين) خسارة 1–3            | —                        | 9        | لم يتأهل                            | لم يتأهل                         | لم يتأهل         | لم يتأهل     |          |
| دانييل راوين                                           | فردي C9    | سفيتاتس (المجر) خسارة 1–3                 | كافاس (تركيا) فوز 3–0              | شينغ (الصين) خسارة 0–3   | 3        | لم يتأهل                            | لم يتأهل                         | لم يتأهل         | لم يتأهل     |          |
| جنيفر بارينوس                                          | فردي C9    | لي نا لي (أستراليا) خسارة 0–3             | كيم كيه (كوريا الجنوبية) خسارة 1–3 | بيك ك (بولندا) خسارة 1–3 | 4        | لم يتأهل                            | لم يتأهل                         | لم يتأهل         | لم يتأهل     |          |
| برونا ألكسندر                                          | فردي C10   | تابير (أستراليا) فوز 3–0                  | لين تاي (تايبيه الصينية) فوز 3–0   | —                        | -        | تيان سو وي (تايبيه الصينية) فوز 3–1 | كيو وانغ (أستراليا) خسارة 1–3    | الثاني           |              |          |
| لويز فيليبي غوارنييري مانارا باولو سالمن إسرائيل ستروه | فريق C1–3  | كوريا الجنوبية (كوريا الجنوبية) خسارة 1–2 | لم يتأهل                           | لم يتأهل                 | لم يتأهل | 9                                   |                                  |                  |              |          |
| لويز فيليبي غوارنييري مانارا باولو سالمن إسرائيل ستروه | فريق C6–8  | روسيا (روسيا) خسارة 0–2                   | لم يتأهل                           | لم يتأهل                 | لم يتأهل | 9                                   |                                  |                  |              |          |
| لويز فيليبي غوارنييري مانارا باولو سالمن إسرائيل ستروه | فريق C9–10 | تركيا (تركيا) فوز 2–1                     | بولندا (بولندا) خسارة 0–2          | لم يتأهل                 | الثالث   |                                     |                                  |                  |              |          |

## التايكوندو
أشركت البرازيل ثلاثة رياضيين للتنافس في مسابقة التايكوندو في الألعاب البارالمبية. تأهل اثنان منهم بعد فوزه بالميدالية الذهبية في بطولة التأهل الأمريكية 2021 في سان خوسيه، كوستاريكا، بينما تأهل الرياضي الثالث بعد احتلاله المركز الثاني في الترتيب العالمي.
| الرياضي           | الحدث | الدور الأول                           | ربع النهائي                   | نصف النهائي                   | النهائي / BM         | النهائي / BM |
| الرياضي           | الحدث | المنافسة النتيجة                      | المنافسة النتيجة              | المنافسة النتيجة              | المنافسة النتيجة     | الترتيب      |
| ----------------- | --- | ------------------------------------- | ----------------------------- | ----------------------------- | -------------------- | ------------ |
| ناثان توركواتو    | رجال −61 كجم | هاكيزيمانا (رواندا) فوز 27–4          | تانكا (اليابان) فوز 58–24     | بوسولو (إيطاليا) فوز 37–34    | الزيات (مصر) فوز RSC |              |
| سيلفانا فيرنانديز | نساء −58 كجم\|data-sort-value="" style="background: #ececec; color: #2C2C2C; vertical-align: middle; text-align: center; " class="table-na" \| — | سالينارو (الولايات المتحدة) فوز 15–2  | جياسينغ (الدنمارك) خسارة 6–8  | لم تتأهل                      | الثالث               |              |
| ديبورا مينيزيس    | نساء +58 كجم\|data-sort-value="" style="background: #ececec; color: #2C2C2C; vertical-align: middle; text-align: center; " class="table-na" \| — | مارتينيز ماريسكال (المكسيك) فوز 24–12 | ليبيتسكا (أوكرانيا) فوز 55–10 | نايموفا (أوزبكستان) خسارة 4–8 | الثاني               |              |

## الكرة الطائرة
تأهل فريق الكرة الطائرة النسائي للجلوس للألعاب البارالمبية الصيفية 2020 بعد أن وصل إلى النهائي في دورة الألعاب البارامريكية 2019، حيث كانت  الولايات المتحدة قد تأهلت بالفعل بعد فوزها ببطولة العالم.
ملخص
| الفريق                 | الحدث                | مرحلة المجموعات  | مرحلة المجموعات  | مرحلة المجموعات   | مرحلة المجموعات | نصف النهائي                | النهائي / BM / Cl.     | النهائي / BM / Cl. |
| الفريق                 | الحدث                | المنافسة النتيجة | المنافسة النتيجة | المنافسة النتيجة  | الترتيب         | المنافسة النتيجة           | المنافسة النتيجة       | الترتيب            |
| ---------------------- | -------------------- | ---------------- | ---------------- | ----------------- | --------------- | -------------------------- | ---------------------- | ------------------ |
| منتخب البرازيل للرجال  | الحدث الخاص بالرجال  | الصين فوز 3–1    | إيران خسارة 0–3  | ألمانيا خسارة 1–3 | 2 تأهل          | روسيا خسارة 1–3            | قالب:البوسنة خسارة 1–3 | 4                  |
| منتخب البرازيل للسيدات | الحدث الخاص بالسيدات | كندا فوز 3–2     | اليابان فوز 3–0  | إيطاليا فوز 3–1   | 1 تأهل          | الولايات المتحدة خسارة 0–3 | كندا فوز 3–1           | الثالث             |

رجال
| الترتيب | الفريق   | العدد المباريات | الفوز | الخسارة | النقاط | الفوز في الأشواط | الخسارة في الأشواط | النسبة المئوية للأشواط | عدد النقاط المحققة | عدد النقاط المسجلة | النسبة المئوية للأشواط المحققة | التأهل                     |
| ------- | -------- | --------------- | ----- | ------- | ------ | ---------------- | ------------------ | ---------------------- | ------------------ | ------------------ | ------------------------------ | -------------------------- |
| 1       | إيران    | 3               | 3     | 0       | 3      | 9                | 0                  | MAX                    | 225                | 177                | 1.271                          | نصف النهائي                |
| 2       | البرازيل | 3               | 1     | 2       | 1      | 4                | 7                  | 0.571                  | 253                | 258                | 0.981                          |                            |
| 3       | ألمانيا  | 3               | 1     | 2       | 1      | 4                | 7                  | 0.571                  | 247                | 258                | 0.957                          | مباراة تحديد المركز الخامس |
| 4       | الصين    | 3               | 1     | 2       | 1      | 4                | 7                  | 0.571                  | 241                | 273                | 0.883                          | مباراة تحديد المركز السابع |

| التاريخ       | الوقت | المباراة                    | النتيجة | المكان               | الحكام                                                             | التفاصيل                     |
| ------------- | ----- | --------------------------- | ------- | -------------------- | ------------------------------------------------------------------ | ---------------------------- |
| 28 أغسطس 2021 | 18:30 | البرازيل ضد الصين           | 3–1     | ماكوهاري ميسي، طوكيو | ساري مانيرسوا (فنلندا)، ريتسوتو ياماميتشي (اليابان)                | (28–26، 26–28، 25–19، 25–13) |
| 30 أغسطس 2021 | 20:30 | إيران ضد البرازيل           | 3–0     | ماكوهاري ميسي، طوكيو | ريتشوتو ياماميتشي (اليابان)، كريستينا أرفاس (المجر)                | (25–19، 25–23، 25–22)        |
| 31 أغسطس 2021 | 14:00 | البرازيل ضد ألمانيا         | 1–3     | ماكوهاري ميسي، طوكيو | إبراهيم فيروزي (إيران)، هاريس هيلاتش (البوسنة والهرسك)             | (23–25، 25–22، 19–25، 18–25) |
| 2 سبتمبر 2021 | 18:30 | RPC ضد البرازيل             | 3–1     | ماكوهاري ميسي، طوكيو | هاريس هيلاتش (البوسنة والهرسك)، كريستينا فايبيش (الولايات المتحدة) | (22–25، 25–21، 25–19، 25–19) |
| 4 سبتمبر 2021 | 14:00 | البرازيل ضد البوسنة والهرسك | 1–3     | ماكوهاري ميسي، طوكيو | نيل كونوالاك (كندا)، ساري مانيرسوا (فنلندا)                        | (25–23، 19–25، 18–25، 11–25) |

سيدات
| الترتيب | الفريق           | العدد المباريات | الفوز | الخسارة | النقاط | الفوز في الأشواط | الخسارة في الأشواط | النسبة المئوية للأشواط | عدد النقاط المحققة | عدد النقاط المسجلة | النسبة المئوية للأشواط المحققة | التأهل                     |
| ------- | ---------------- | --------------- | ----- | ------- | ------ | ---------------- | ------------------ | ---------------------- | ------------------ | ------------------ | ------------------------------ | -------------------------- |
| 1       | البرازيل         | 3               | 3     | 0       | 3      | 9                | 3                  | 3.000                  | 289                | 237                | 1.219                          | نصف النهائي                |
| 2       | كندا             | 3               | 2     | 1       | 2      | 8                | 4                  | 2.000                  | 278                | 243                | 1.144                          |                            |
| 3       | إيطاليا          | 3               | 1     | 2       | 1      | 5                | 6                  | 0.833                  | 227                | 232                | 0.978                          | مباراة تحديد المركز الخامس |
| 4       | اليابان (المضيف) | 3               | 0     | 3       | 0      | 0                | 9                  | 0.000                  | 143                | 225                | 0.636                          | مباراة تحديد المركز السابع |

| التاريخ       | الوقت | الفريق المنافس                        | النتيجة | المكان               | الحكام                                                   | النتائج الإحصائية                   |
| ------------- | ----- | ------------------------------------- | ------- | -------------------- | -------------------------------------------------------- | ----------------------------------- |
| 27 أغسطس 2021 | 18:30 | البرازيل v كندا                       | 3–2     | مركز ماكوهاري، طوكيو | كريستينا آراباس (المجر)، كيم جونغ-هيون (كوريا)           | (21–25، 26–24، 25–20، 27–29، 17–15) |
| 29 أغسطس 2021 | 20:30 | اليابان v البرازيل                    | 0–3     | مركز ماكوهاري، طوكيو | كريستينا فايبيش (ألمانيا)، هاريس هيلتش (البوسنة والهرسك) | (13–25، 16–25، 16–25)               |
| 1 سبتمبر 2021 | 10:00 | البرازيل v إيطاليا                    | 3–1     | مركز ماكوهاري، طوكيو | بينو ماير (هولندا)، كريستينا آراباس (المجر)              | (23–25، 25–17، 25–16، 25–21)        |
| 3 سبتمبر 2021 | 18:30 | البرازيل v الولايات المتحدة           | 0–3     | مركز ماكوهاري، طوكيو | كريستينا آراباس (المجر)، هوانغ شياو (الصين)              | (19–25، 11–25، 23–25)               |
| 4 سبتمبر 2021 | 16:30 | البرازيل v كندا (تحديد المركز الثالث) | 3–1     | مركز ماكوهاري، طوكيو | خالد شانيشاه (ليبيا)، أوتي فيشر (ألمانيا)                | (25–15، 24–26، 26–24، 25–14)        |

## المبارزة على الكراسي المتحركة
المصدر:
الرجال
| الرياضي         | الحدث      | التأهل                            | التأهل  | التأهل | الدور 16            | ربع النهائي                       | نصف النهائي                 | النهائي / BM     | النهائي / BM |
| الرياضي         | الحدث      | المنافسة                          | النتيجة | الترتيب | المنافسة النتيجة    | المنافسة النتيجة                  | المنافسة النتيجة            | المنافسة النتيجة | الترتيب      |
| --------------- | ---------- | --------------------------------- | ------- | --- | ------------------- | --------------------------------- | --------------------------- | ---------------- | ------------ |
| فانديرسون شافيز | سيف فردي B | تارانيي (المجر) خسارة 1–5         | 12      | لم يتأهل | لم يتأهل            | لم يتأهل                          | لم يتأهل                    | لم يتأهل         |              |
| فانديرسون شافيز | سيف فردي B | كورتزين (روسيا) خسارة 0–5         | 12      | لم يتأهل | لم يتأهل            | لم يتأهل                          | لم يتأهل                    | لم يتأهل         |              |
| فانديرسون شافيز | سيف فردي B | فاليت (فرنسا) خسارة 1–5           | 12      | لم يتأهل | لم يتأهل            | لم يتأهل                          | لم يتأهل                    | لم يتأهل         |              |
| فانديرسون شافيز | سيف فردي B | بلوتا (بولندا) خسارة 2–5          | 12      | لم يتأهل | لم يتأهل            | لم يتأهل                          | لم يتأهل                    | لم يتأهل         |              |
| فانديرسون شافيز | سيف فردي B | مينفيل (كندا) خسارة 0–5           | 12      | لم يتأهل | لم يتأهل            | لم يتأهل                          | لم يتأهل                    | لم يتأهل         |              |
| فانديرسون شافيز | سيف فردي B | أوندا (اليابان) فوز 5–3           | 10 Q    | ناومنكو (أوكرانيا) خسارة 11–15 | لم يتأهل            | لم يتأهل                          | لم يتأهل                    | لم يتأهل         |              |
| فانديرسون شافيز | سيف فردي B | فاليت (فرنسا) خسارة 2–5           | 10 Q    | ناومنكو (أوكرانيا) خسارة 11–15 | لم يتأهل            | لم يتأهل                          | لم يتأهل                    | لم يتأهل         |              |
| فانديرسون شافيز | سيف فردي B | كوتيا (بريطانيا العظمى) خسارة 1–5 | 10 Q    | ناومنكو (أوكرانيا) خسارة 11–15 | لم يتأهل            | لم يتأهل                          | لم يتأهل                    | لم يتأهل         |              |
| فانديرسون شافيز | سيف فردي B | كوزيوكوف (روسيا) خسارة 3–5        | 10 Q    | ناومنكو (أوكرانيا) خسارة 11–15 | لم يتأهل            | لم يتأهل                          | لم يتأهل                    | لم يتأهل         |              |
| فانديرسون شافيز | سيف فردي B | ناومنكو (أوكرانيا) خسارة 3–5      | 10 Q    | ناومنكو (أوكرانيا) خسارة 11–15 | لم يتأهل            | لم يتأهل                          | لم يتأهل                    | لم يتأهل         |              |
| فانديرسون شافيز | سيف فردي B | فنغ (الصين) خسارة 4–5             | 10 Q    | ناومنكو (أوكرانيا) خسارة 11–15 | لم يتأهل            | لم يتأهل                          | لم يتأهل                    | لم يتأهل         |              |
| جوفاني غيسون    | سيف فردي B | هو داليانغ (الصين) فوز 5–3        | 2 Q     | data-sort-value="" style="background: #ececec; color: #2C2C2C; vertical-align: middle; font-size: 95%; text-align: center; " class="table-na" \| تقدم تلقائي | علي (مصر) فوز 15–10 | كوتيا (بريطانيا العظمى) فوز 15–12 | كوزيوكوف (روسيا) خسارة 8–15 | الثاني           |              |
| جوفاني غيسون    | سيف فردي B | ناومنكو (أوكرانيا) خسارة 2–5      | 2 Q     | data-sort-value="" style="background: #ececec; color: #2C2C2C; vertical-align: middle; font-size: 95%; text-align: center; " class="table-na" \| تقدم تلقائي | علي (مصر) فوز 15–10 | كوتيا (بريطانيا العظمى) فوز 15–12 | كوزيوكوف (روسيا) خسارة 8–15 | الثاني           |              |
| جوفاني غيسون    | سيف فردي B | غاووروسكي (بيلاروس) فوز 5–0       | 2 Q     | data-sort-value="" style="background: #ececec; color: #2C2C2C; vertical-align: middle; font-size: 95%; text-align: center; " class="table-na" \| تقدم تلقائي | علي (مصر) فوز 15–10 | كوتيا (بريطانيا العظمى) فوز 15–12 | كوزيوكوف (روسيا) خسارة 8–15 | الثاني           |              |
| جوفاني غيسون    | سيف فردي B | كورتزين (روسيا) فوز 5–1           | 2 Q     | data-sort-value="" style="background: #ececec; color: #2C2C2C; vertical-align: middle; font-size: 95%; text-align: center; " class="table-na" \| تقدم تلقائي | علي (مصر) فوز 15–10 | كوتيا (بريطانيا العظمى) فوز 15–12 | كوزيوكوف (روسيا) خسارة 8–15 | الثاني           |              |
| جوفاني غيسون    | سيف فردي B | تارانيي (المجر) فوز 5–2           | 2 Q     | data-sort-value="" style="background: #ececec; color: #2C2C2C; vertical-align: middle; font-size: 95%; text-align: center; " class="table-na" \| تقدم تلقائي | علي (مصر) فوز 15–10 | كوتيا (بريطانيا العظمى) فوز 15–12 | كوزيوكوف (روسيا) خسارة 8–15 | الثاني           |              |
| جوفاني غيسون    | سيف فردي B | داتسكو (أوكرانيا) خسارة 1–5       | 13      | لم يتأهل | لم يتأهل            | لم يتأهل                          | لم يتأهل                    | لم يتأهل         |              |
| جوفاني غيسون    | سيف فردي B | كمالوف (روسيا) خسارة 1–5          | 13      | لم يتأهل | لم يتأهل            | لم يتأهل                          | لم يتأهل                    | لم يتأهل         |              |
| جوفاني غيسون    | سيف فردي B | كاسترو (بولندا) فوز 5–4           | 13      | لم يتأهل | لم يتأهل            | لم يتأهل                          | لم يتأهل                    | لم يتأهل         |              |
| جوفاني غيسون    | سيف فردي B | سيما (إيطاليا) خسارة 3–5          | 13      | لم يتأهل | لم يتأهل            | لم يتأهل                          | لم يتأهل                    | لم يتأهل         |              |
| جوفاني غيسون    | سيف فردي B | فوجيتا (اليابان) خسارة 3–5        | 13      | لم يتأهل | لم يتأهل            | لم يتأهل                          | لم يتأهل                    | لم يتأهل         |              |
| جوفاني غيسون    | سيف فردي B | هو (الصين) خسارة 2–5              | 13      | لم يتأهل | لم يتأهل            | لم يتأهل                          | لم يتأهل                    | لم يتأهل         |              |

النساء
| الرياضي          | الحدث      | التأهل                         | التأهل  | التأهل                        | الدور 16         | ربع النهائي      | نصف النهائي      | النهائي / BM     | النهائي / BM |
| الرياضي          | الحدث      | المنافسة                       | النتيجة | الترتيب                       | المنافسة النتيجة | المنافسة النتيجة | المنافسة النتيجة | المنافسة النتيجة | الترتيب      |
| ---------------- | ---------- | ------------------------------ | ------- | ----------------------------- | ---------------- | ---------------- | ---------------- | ---------------- | ------------ |
| مونيكا سانتوس    | سيف فردي B | آبي (اليابان) خسارة 1–5        | 11      | لم تتأهل                      | لم تتأهل         | لم تتأهل         | لم تتأهل         | لم تتأهل         |              |
| مونيكا سانتوس    | سيف فردي B | ميسو (المجر) خسارة 1–5         | 11      | لم تتأهل                      | لم تتأهل         | لم تتأهل         | لم تتأهل         | لم تتأهل         |              |
| مونيكا سانتوس    | سيف فردي B | فيدوتا (أوكرانيا) خسارة 1–5    | 11      | لم تتأهل                      | لم تتأهل         | لم تتأهل         | لم تتأهل         | لم تتأهل         |              |
| مونيكا سانتوس    | سيف فردي B | ميشوروفا (روسيا) خسارة 3–5     | 11      | لم تتأهل                      | لم تتأهل         | لم تتأهل         | لم تتأهل         | لم تتأهل         |              |
| مونيكا سانتوس    | سيف فردي B | تان (الصين) خسارة 0–5          | 11      | لم تتأهل                      | لم تتأهل         | لم تتأهل         | لم تتأهل         | لم تتأهل         |              |
| مونيكا سانتوس    | سيف فردي B | ختسورياني (جورجيا) فوز 5–3     | 9 Q     | ختسورياني (جورجيا) خسارة 7–15 | لم تتأهل         | لم تتأهل         | لم تتأهل         | لم تتأهل         | لم تتأهل     |
| مونيكا سانتوس    | سيف فردي B | تشونغ (هونغ كونغ) خسارة 4–5    | 9 Q     | ختسورياني (جورجيا) خسارة 7–15 | لم تتأهل         | لم تتأهل         | لم تتأهل         | لم تتأهل         | لم تتأهل     |
| مونيكا سانتوس    | سيف فردي B | شياو (الصين) خسارة 1–5         | 9 Q     | ختسورياني (جورجيا) خسارة 7–15 | لم تتأهل         | لم تتأهل         | لم تتأهل         | لم تتأهل         | لم تتأهل     |
| مونيكا سانتوس    | سيف فردي B | فيو (إيطاليا) خسارة 1–5        | 9 Q     | ختسورياني (جورجيا) خسارة 7–15 | لم تتأهل         | لم تتأهل         | لم تتأهل         | لم تتأهل         | لم تتأهل     |
| مونيكا سانتوس    | سيف فردي B | فاسيليفا (روسيا) خسارة 2–5     | 9 Q     | ختسورياني (جورجيا) خسارة 7–15 | لم تتأهل         | لم تتأهل         | لم تتأهل         | لم تتأهل         | لم تتأهل     |
| مونيكا سانتوس    | سيف فردي B | آبي (اليابان) فوز 5–0          | 9 Q     | ختسورياني (جورجيا) خسارة 7–15 | لم تتأهل         | لم تتأهل         | لم تتأهل         | لم تتأهل         | لم تتأهل     |
| كارمنها أوليفيرا | سيف فردي A | كراجنياك (المجر) خسارة 2–5     | 15      | لم تتأهل                      | لم تتأهل         | لم تتأهل         | لم تتأهل         | لم تتأهل         |              |
| كارمنها أوليفيرا | سيف فردي A | يو (هونغ كونغ) خسارة 2–5       | 15      | لم تتأهل                      | لم تتأهل         | لم تتأهل         | لم تتأهل         | لم تتأهل         |              |
| كارمنها أوليفيرا | سيف فردي A | ماندريك (أوكرانيا) خسارة 3–5   | 15      | لم تتأهل                      | لم تتأهل         | لم تتأهل         | لم تتأهل         | لم تتأهل         |              |
| كارمنها أوليفيرا | سيف فردي A | مايا (روسيا) خسارة 0–5         | 15      | لم تتأهل                      | لم تتأهل         | لم تتأهل         | لم تتأهل         | لم تتأهل         |              |
| كارمنها أوليفيرا | سيف فردي A | تريغليا (إيطاليا) خسارة 2–5    | 16      | لم تتأهل                      | لم تتأهل         | لم تتأهل         | لم تتأهل         | لم تتأهل         |              |
| كارمنها أوليفيرا | سيف فردي A | موركيفيتش (أوكرانيا) خسارة 0–5 | 16      | لم تتأهل                      | لم تتأهل         | لم تتأهل         | لم تتأهل         | لم تتأهل         |              |
| كارمنها أوليفيرا | سيف فردي A | موريل (كندا) خسارة 3–5         | 16      | لم تتأهل                      | لم تتأهل         | لم تتأهل         | لم تتأهل         | لم تتأهل         |              |
| كارمنها أوليفيرا | سيف فردي A | رونغ (الصين) خسارة 1–5         | 16      | لم تتأهل                      | لم تتأهل         | لم تتأهل         | لم تتأهل         | لم تتأهل         |              |
| كارمنها أوليفيرا | سيف فردي A | سيشيفا (روسيا) خسارة 1–5       | 16      | لم تتأهل                      | لم تتأهل         | لم تتأهل         | لم تتأهل         | لم تتأهل         |              |

## التنس على الكراسي المتحركة
البرازيل تأهلت سبعة لاعبين للمنافسة في التنس على الكراسي المتحركة. خمسة منهم تأهلوا عبر التصنيف العالمي، بينما تأهل الآخرون عبر دعوات من لجنة الثنائية.
| الرياضي | الحدث | الدور 64                                     | الدور 32                                               | الدور 16         | ربع النهائي      | نصف النهائي      | النهائي / BM     | النهائي / BM |
| الرياضي | الحدث | المنافسة النتيجة                             | المنافسة النتيجة                                       | المنافسة النتيجة | المنافسة النتيجة | المنافسة النتيجة | المنافسة النتيجة | الترتيب      |
| --- | --- | -------------------------------------------- | ------------------------------------------------------ | ---------------- | ---------------- | ---------------- | ---------------- | ------------ |
| غوستافو كارنيرو | فردي الرجال | إلس (جنوب إفريقيا) خسارة 6–1، 4–6، 3–6       | لم يتأهل                                               | لم يتأهل         | لم يتأهل         | لم يتأهل         | لم يتأهل         | لم يتأهل     |
| رافائيل ميديروس | فردي الرجال | بوكارتاتشا (المغرب) خسارة 5–7، 1–6           | لم يتأهل                                               | لم يتأهل         | لم يتأهل         | لم يتأهل         | لم يتأهل         | لم يتأهل     |
| ماوريسيو بومي | فردي الرجال | أوه س-هـ (كوريا الجنوبية) خسارة 0–6، 3–6     | لم يتأهل                                               | لم يتأهل         | لم يتأهل         | لم يتأهل         | لم يتأهل         | لم يتأهل     |
| دانييل رودريغيز | فردي الرجال | أولسون (السويد) خسارة 3–6، 2–6               | لم يتأهل                                               | لم يتأهل         | لم يتأهل         | لم يتأهل         | لم يتأهل         | لم يتأهل     |
| غوستافو كارنيرو دانييل رودريغيز | زوجي الرجال\|data-sort-value="" style="background: #ececec; color: #2C2C2C; vertical-align: middle; text-align: center; " class="table-na" \| —                | دان / · ويكس (أستراليا) فوز 6–2، 6–3         | جيرارد / · فاندورب (بلجيكا) خسارة 3–6، 2–6             | لم يتأهل         | لم يتأهل         | لم يتأهل         | لم يتأهل         |              |
| ماوريسيو بومي رافائيل ميديروس | زوجي الرجال\|data-sort-value="" style="background: #ececec; color: #2C2C2C; vertical-align: middle; text-align: center; " class="table-na" \| —                | —                                            | بيرديشيفسكي / · ساسون (إسرائيل) خسارة 1–6، 0–2الانسحاب | لم يتأهل         | لم يتأهل         | لم يتأهل         | لم يتأهل         | لم يتأهل     |
| آنا كالديرا | فردي السيدات\|data-sort-value="" style="background: #ececec; color: #2C2C2C; vertical-align: middle; text-align: center; " class="table-na" \| —               | لوفوفا (RPC) خسارة 0–6، 2–6                  | لم تتأهل                                               | لم تتأهل         | لم تتأهل         | لم تتأهل         | لم تتأهل         |              |
| مييريكول دوفال\|data-sort-value="" style="background: #ececec; color: #2C2C2C; vertical-align: middle; text-align: center; " class="table-na" \| — | فردي السيدات\|data-sort-value="" style="background: #ececec; color: #2C2C2C; vertical-align: middle; text-align: center; " class="table-na" \| —               | بارون (الولايات المتحدة) فوز 6–4، 6–4        | كاميجي (اليابان) خسارة 0–6، 0–6                        | لم تتأهل         | لم تتأهل         | لم تتأهل         | لم تتأهل         |              |
| آنا كالديرا مييريكول دوفال | زوجي السيدات\|colspan="2" data-sort-value="" style="background: #ececec; color: #2C2C2C; vertical-align: middle; text-align: center; " class="table-na" \| —   | هوانغ هـ / · هوانغ ج (الصين) خسارة 0–6، 0–6  | لم تتأهل                                               | لم تتأهل         | لم تتأهل         | لم تتأهل         |                  |              |
| إيمانيتو سيلفا | فردي الرباعيين\|colspan="2" data-sort-value="" style="background: #ececec; color: #2C2C2C; vertical-align: middle; text-align: center; " class="table-na" \| — | واغنر (الولايات المتحدة) خسارة 6–3، 2–6، 2–6 | لم تتأهل                                               | لم تتأهل         | لم تتأهل         | لم تتأهل         |                  |              |